# Esmans
Esmans [emɑ̃] est une commune française située dans le département de Seine-et-Marne en région Île-de-France.

## Géographie

### Localisation
Esmans est située à environ 5,5 km par la route, au sud de Montereau-Fault-Yonne.

### Communes limitrophes
| Varennes-sur-Seine |        | Cannes-Écluse       |
| Noisy-Rudignon     | Esmans | La Brosse-Montceaux |
| Thoury-Férottes    | Voulx  | Montmachoux         |

### Géologie et relief
La commune se trouve sur un plateau à, en moyenne, 80 mètres d'altitude. Ce plateau porte deux collines élevées. Sur la plus grande qui se dresse au sud à une hauteur de 128 mètres, est bâti le hameau de Tertre Doux. La plus petite, située à l'ouest, d'une hauteur de 94 mètres, appelée le Tertre Mauboeuf, est en grande partie couverte de bois.
La commune est classée en zone de sismicité 1, correspondant à une sismicité très faible.

### Hydrographie

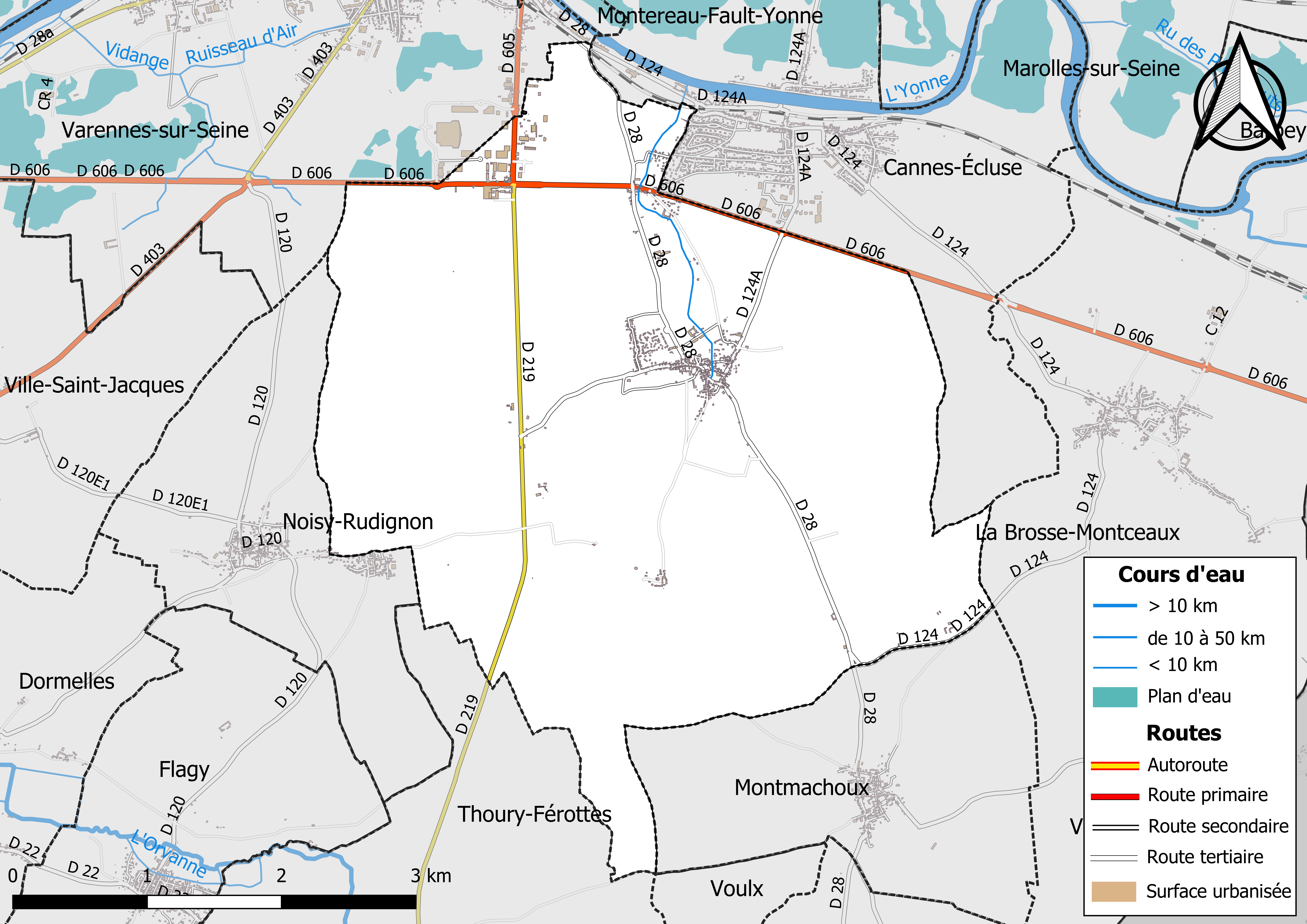
Carte des réseaux hydrographique et routier d'Esmans.

Le réseau hydrographique de la commune se compose d'un cours d'eau référencé : le cours d'eau 01 de la Commune de Cannes-Ecluse, 2,64 km, où il conflue avec l’ Yonne - couramment appelé le Ru d'Esmans.
Par ailleurs, son territoire est également traversé par l'aqueduc de la Vanne.
La longueur totale des cours d'eau sur la commune est de 7,19 km.

### Climat
Pour des articles plus généraux, voir Climat de l'Île-de-France et Climat de Seine-et-Marne.
En 2010, le climat de la commune est de type climat océanique dégradé des plaines du Centre et du Nord, selon une étude du CNRS s'appuyant sur une série de données couvrant la période 1971-2000. En 2020, Météo-France publie une typologie des climats de la France métropolitaine dans laquelle la commune est exposée à un climat océanique altéré et est dans la région climatique Nord-est du bassin Parisien, caractérisée par un ensoleillement médiocre, une pluviométrie moyenne régulièrement répartie au cours de l’année et un hiver froid (3 °C).
Pour la période 1971-2000, la température annuelle moyenne est de 11,2 °C, avec une amplitude thermique annuelle de 15,6 °C. Le cumul annuel moyen de précipitations est de 715 mm, avec 11,2 jours de précipitations en janvier et 7,3 jours en juillet. Pour la période 1991-2020, la température moyenne annuelle observée sur la station météorologique la plus proche, située sur la commune de La Brosse-Montceaux à 3 km à vol d'oiseau, est de 12,0 °C et le cumul annuel moyen de précipitations est de 652,9 mm,. Pour l'avenir, les paramètres climatiques de la commune estimés pour 2050 selon différents scénarios d'émission de gaz à effet de serre sont consultables sur un site dédié publié par Météo-France en novembre 2022.
| Mois                                  | jan.             | fév.             | mars           | avril         | mai           | juin           | jui.           | août         | sep.           | oct.            | nov.            | déc.             | année      |
| ------------------------------------- | ---------------- | ---------------- | -------------- | ------------- | ------------- | -------------- | -------------- | ------------ | -------------- | --------------- | --------------- | ---------------- | ---------- |
| Température minimale moyenne (°C)     | 2                | 1,8              | 3,7            | 5,6           | 9,2           | 12,3           | 14,4           | 14,2         | 11,1           | 8,5             | 4,9             | 2,6              | 7,5        |
| Température moyenne (°C)              | 4,5              | 5                | 8,1            | 10,9          | 14,6          | 18             | 20,4           | 20,2         | 16,4           | 12,5            | 7,8             | 5,1              | 12         |
| Température maximale moyenne (°C)     | 7                | 8,3              | 12,6           | 16,3          | 20            | 23,6           | 26,4           | 26,1         | 21,7           | 16,6            | 10,7            | 7,5              | 16,4       |
| Record de froid (°C) date du record   | −20,5 17.01.1985 | −14,8 25.02.1986 | −10,4 01.03.05 | −3,5 09.04.03 | −0,1 03.05.21 | 2,5 04.06.1991 | 5,2 04.07.1984 | 4 29.08.1986 | 1,5 19.09.1977 | −3,2 30.10.1997 | −9,2 24.11.1998 | −15,5 31.12.1985 | −20,5 1985 |
| Record de chaleur (°C) date du record | 16,5 01.01.23    | 21,4 27.02.19    | 25,4 31.03.21  | 28,5 25.04.07 | 32,5 28.05.17 | 38,9 27.06.11  | 42,9 25.07.19  | 40 06.08.03  | 35,5 14.09.20  | 31 01.10.1985   | 22,5 07.11.15   | 18,3 16.12.1989  | 42,9 2019  |
| Précipitations (mm)                   | 51               | 47,7             | 47,5           | 51,7          | 60,1          | 53,3           | 51,6           | 52,3         | 51,3           | 63,3            | 59,9            | 63,2             | 652,9      |

### Milieux naturels et biodiversité

#### Espaces protégés
La protection réglementaire est le mode d’intervention le plus fort pour préserver des espaces naturels remarquables et leur biodiversité associée,.
Un espace protégé est présent sur la commune :
la zone centrale de la réserve de biosphère « Fontainebleau et Gâtinais », créée en 1998 et d'une superficie totale de 150 544 ha (46 056 ha pour la zone centrale). Cette réserve de biosphère, d'une grande biodiversité, comprend trois grands ensembles : une grande moitié ouest à dominante agricole, l’emblématique forêt de Fontainebleau au centre, et le Val de Seine à l’est. La structure de coordination est l'Association de la Réserve de biosphère de Fontainebleau et du Gâtinais, qui comprend un conseil scientifique et un Conseil Education, unique parmi les Réserves de biosphère françaises,.

## Urbanisme

### Typologie
Au 1er janvier 2024, Esmans est catégorisée commune rurale à habitat dispersé, selon la nouvelle grille communale de densité à sept niveaux définie par l'Insee en 2022.
Elle est située hors unité urbaine. Par ailleurs la commune fait partie de l'aire d'attraction de Paris, dont elle est une commune de la couronne,. Cette aire regroupe 1 929 communes,.

### Lieux-dits et écarts
La commune compte 103 lieux-dits administratifs répertoriés consultables ici (source : le fichier Fantoir).
Le village comporte deux hameaux principaux : le Petit-Fossard et le Grand-Fossard, sur la D 606 (ex RN6) et plusieurs fermes et écarts en dehors de l'agglomération : Tertre-doux, la Tchernaïa, Wilthé, la Fontenotte, Fresne.

Les hameaux principaux d'Esmans
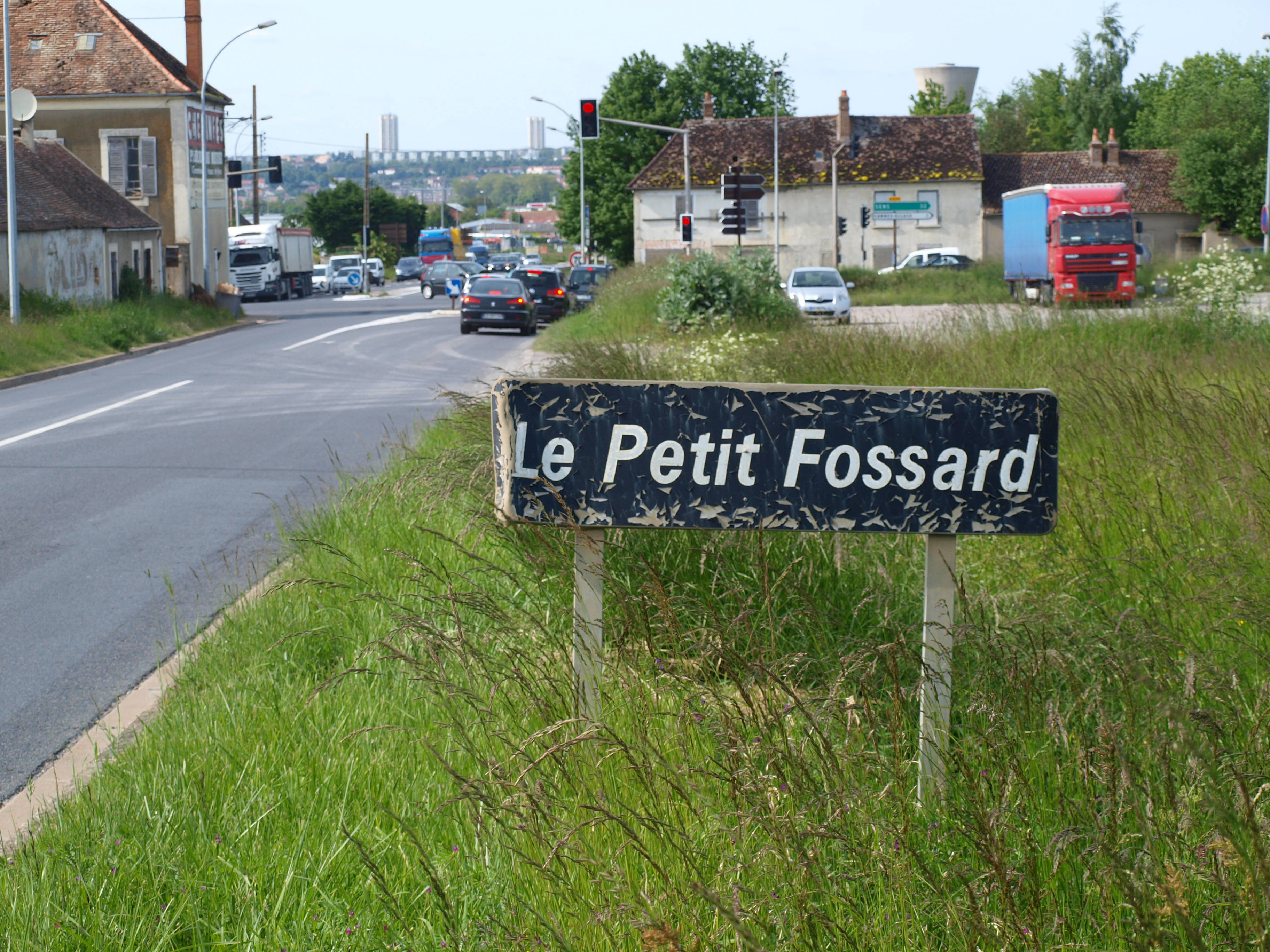
Le Petit Fossard.
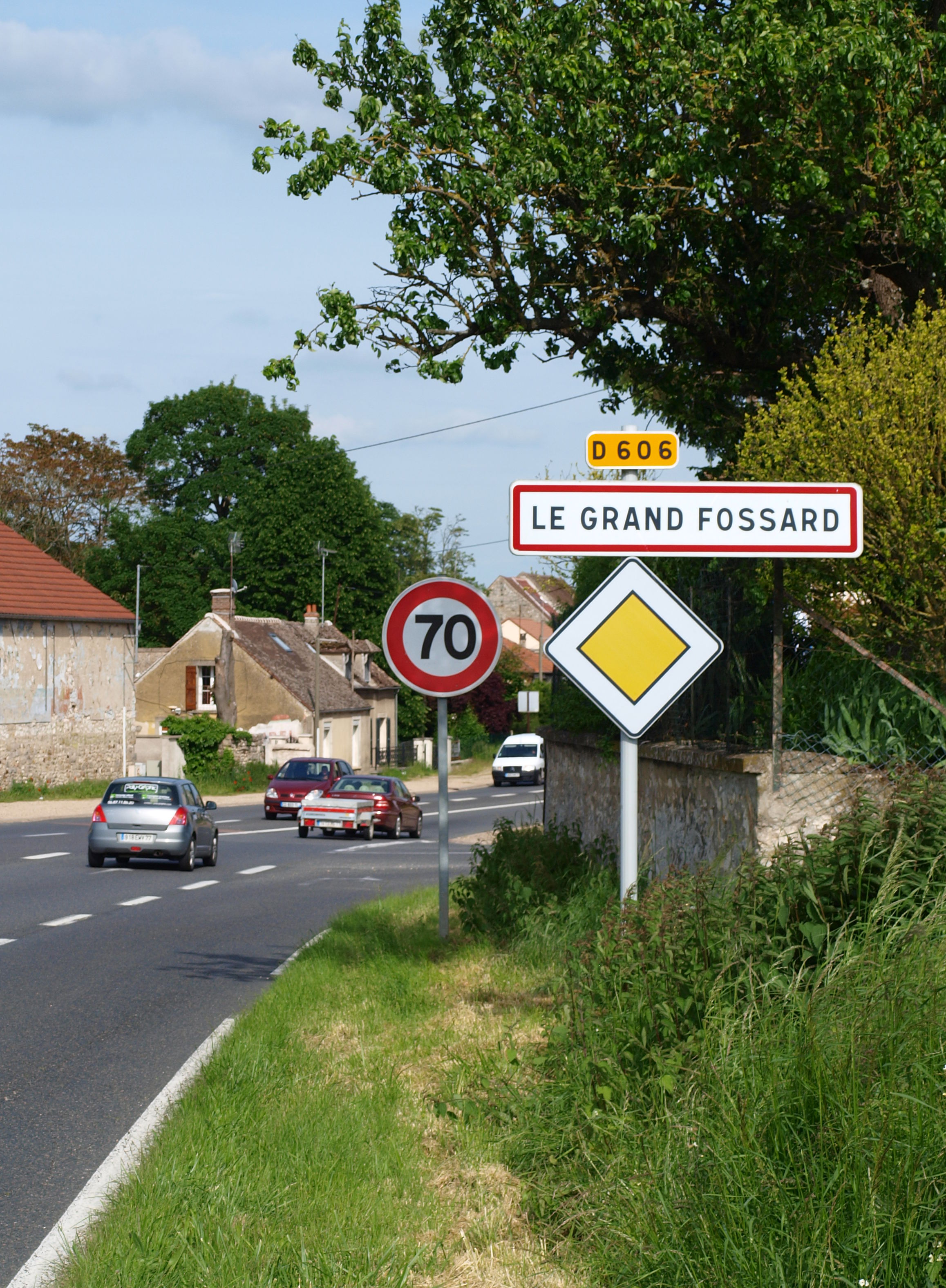
Le Grand Fossard.
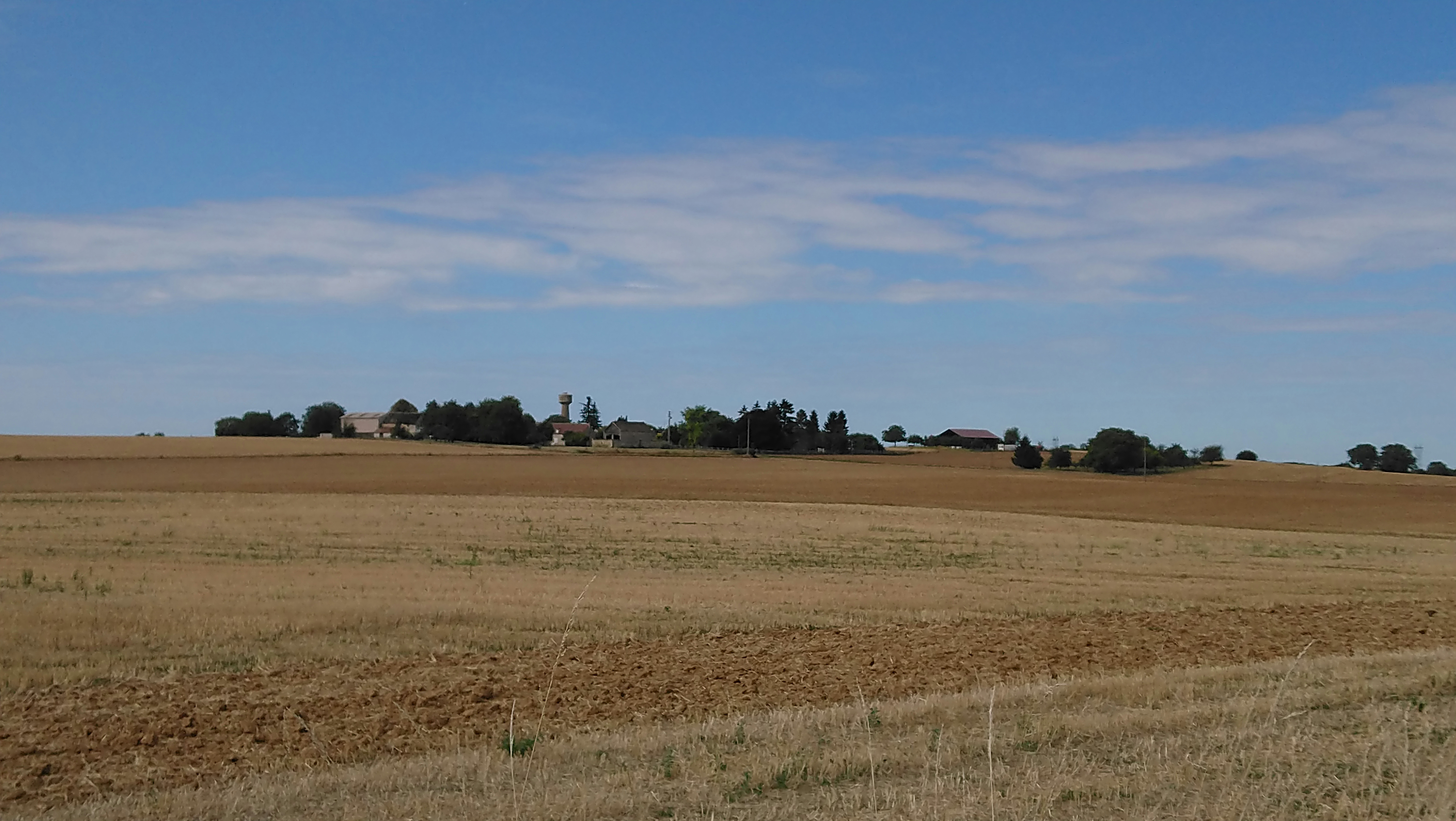
Vue de Tertre-Doux.

#### Dénominations et particularités géographiques du cadastre napoléonien
De nos jours disparue, la Fontaine au lait de beurre se situait dans les carrières du tertre Mauboeuf. Au lieu les Cahottes se trouvait le trou Cahotte dont il ne reste plus de traces aujourd'hui.

### Occupation des sols
L'occupation des sols de la commune, telle qu'elle ressort de la base de données européenne d’occupation biophysique des sols Corine Land Cover (CLC), est marquée par l'importance des territoires agricoles (90,9 % en 2018), une proportion sensiblement équivalente à celle de 1990 (91,1 %). La répartition détaillée en 2018 est la suivante :
terres arables (89,1%), forêts (5,3%), zones urbanisées (2,6%), zones agricoles hétérogènes (1,7%), zones industrielles ou commerciales et réseaux de communication (1,2 %).
Parallèlement, L'Institut Paris Région, agence d'urbanisme de la région Île-de-France, a mis en place un inventaire numérique de l'occupation du sol de l'Île-de-France, dénommé le MOS (Mode d'occupation du sol), actualisé régulièrement depuis sa première édition en 1982. Réalisé à partir de photos aériennes, le Mos distingue les espaces naturels, agricoles et forestiers mais aussi les espaces urbains (habitat, infrastructures, équipements, activités économiques, etc.) selon une classification pouvant aller jusqu'à 81 postes, différente de celle de Corine Land Cover,,. L'Institut met également à disposition des outils permettant de visualiser par photo aérienne l'évolution de l'occupation des sols de la commune entre 1949 et 2018.

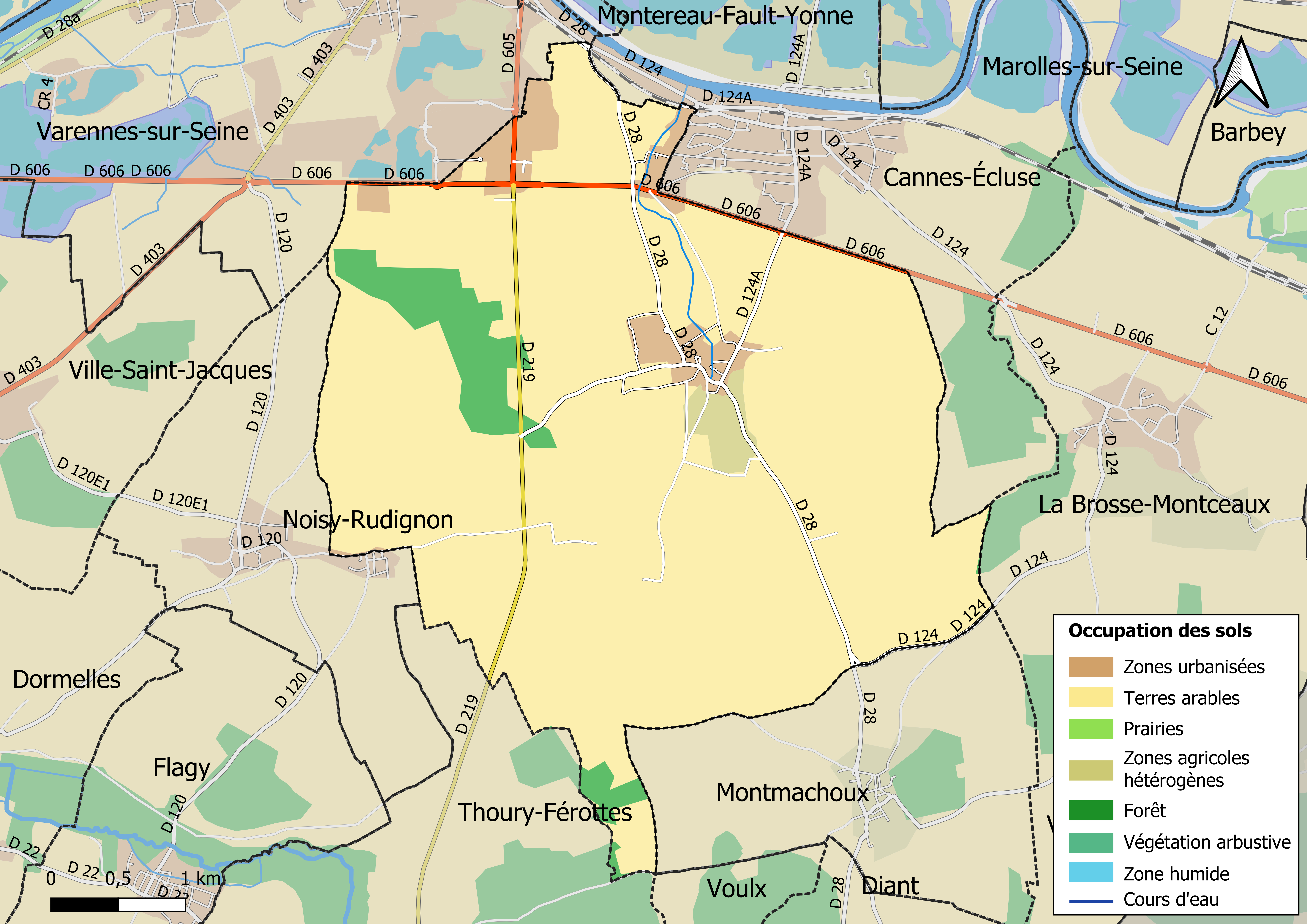
Carte des infrastructures et de l'occupation des sols en 2018 (CLC) de la commune.
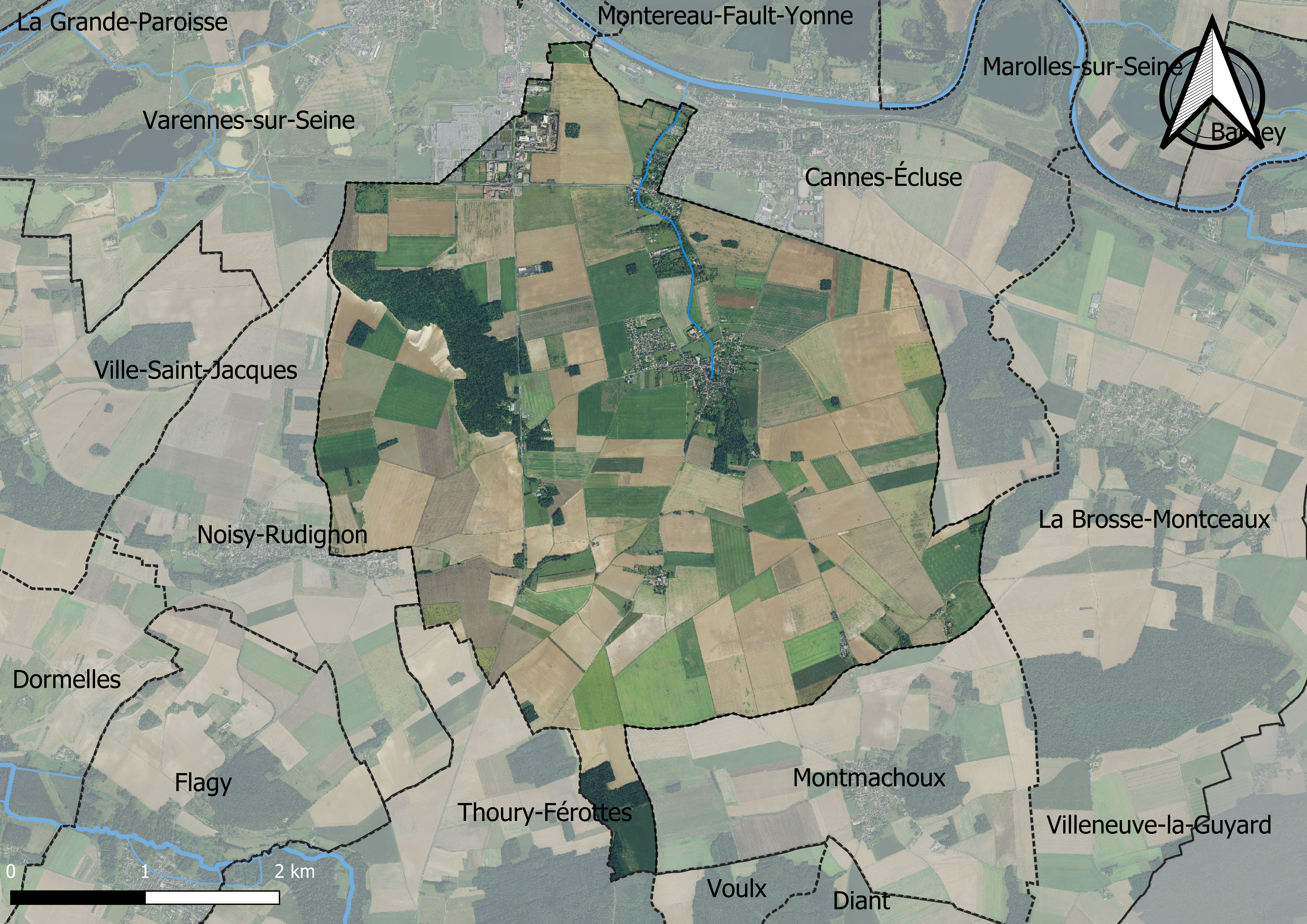
Carte orhophotogrammétrique de la commune.

### Planification
La loi SRU du 13 décembre 2000 a incité les communes à se regrouper au sein d’un établissement public, pour déterminer les partis d’aménagement de l’espace au sein d’un SCoT, un document d’orientation stratégique des politiques publiques à une grande échelle et à un horizon de 20 ans et s'imposant aux documents d'urbanisme locaux, les PLU (Plan local d'urbanisme). La commune est dans le territoire du SCOT Seine et Loing, dont le projet a été arrêté le 3 juillet 2019, porté par le syndicat mixte d’études et de programmation (SMEP) Seine et Loing rassemblant à la fois 44 communes et trois communautés de communes.
La commune disposait en 2019 d'un plan local d'urbanisme approuvé. Le zonage réglementaire et le règlement associé peuvent être consultés sur le Géoportail de l'urbanisme.

### Logement
En 2016, le nombre total de logements dans la commune était de 396 dont 96,4 % de maisons et 3,3 % d'appartements.
Parmi ces logements, 91,3 % étaient des résidences principales, 4,1 % des résidences secondaires et 4,6 % des logements vacants.
La part des ménages fiscaux propriétaires de leur résidence principale s'élevait à 87,7 % contre 9,7 % de locataires et 2,5 % logés gratuitement.

### Voies de communication et transports
- La commune est traversée au nord par la route départementale 606 (ex-route nationale 6) et à l'ouest par la route départementale 219 (ex numéro 19 ; à l'origine un ancien chemin classé parmi les routes départementales de Seine-et-Marne par ordonnance du roi Louis-Philippe Ier le 15 octobre 1830)[27].
- La commune est desservie par la ligne E et B du réseau de bus du Pays de Montereau, qui assure des liaisons depuis la gare de Montereau-Fault-Yonne vers Esmans, La Brosse-Montceaux, Misy-sur-Yonne et Barbey.
- La commune est traversée a son extrémité nord par la ligne Paris-Marseille où se trouve un passage à niveau.

## Toponymie
Le nom de la localité est attesté sous de nombreuses formes durant son évolution au cours des siècles :
680 : Imantia ; IXe siècle : Acmanto ; 858 : Agmantum ; 872 : Acmantum ;  XIe siècle : Agmandum ; 1125 : Ethmannus ; 1139 : Amant ; 1144 : Aimanno, Augmento ;  1173 : Emanti ; 1175 : Emaneto ; 1191 : Emant ; 1201 : Emantum ; 1270 : Emenz ; 1301 : Esmantium ; 1351 : Esmanz ; 1352 : Esment ; 1356 : Ement ; XIVe siècle : Hennant ; 1400 : Emanx ; 1530 : Esmens ; 1601 : Aymen ; 1731 : Aimans ; XIXe siècle : Esmans.

### Hameaux
- Le Grand-Fossard : 1611 : Foussart ; 1672 : Fossard ; 1684 : Fossard ; 1686 : Foussard ; XVIIIe siècle : Fossart.
- Tertre-Doux : 1201 : Tastedox ; 1203 : Tastedos ; 1400 : Tastedous ; 1723 : Tartre-Doux.
- Vilthé : IXe siècle : Villastai ; 1399 : Villetay.

## Histoire

### Antiquité
La présence d'un aqueduc souterrain, découvert après des fouilles archéologiques en juin 1960, fait remonter l'existence de la commune d'Esmans à l'époque gallo-romaine. L'association Via Agrippa mena une observation en février 1998 sur les champs à l'ouest du château d'Esmans ou furent trouvées en abondance des tuiles et des céramiques gallo-romaines datées des IIe et IIIe siècles.

### Moyen Âge
Une église est attestée à Esmans dès le VIIe siècle. Elle est soumise à la collation de l'abbé de Saint-Germain-des-Prés à Paris.
Le nom d'Esmans est cité une première fois dans l'histoire anonyme de la translation du corps de Saint-Germain en leur église, sous le règne de Pépin le Bref. Un premier château, à la fois prieuré et habitation seigneuriale, est construit au VIIIe siècle.

#### Esmans auIXesiècle

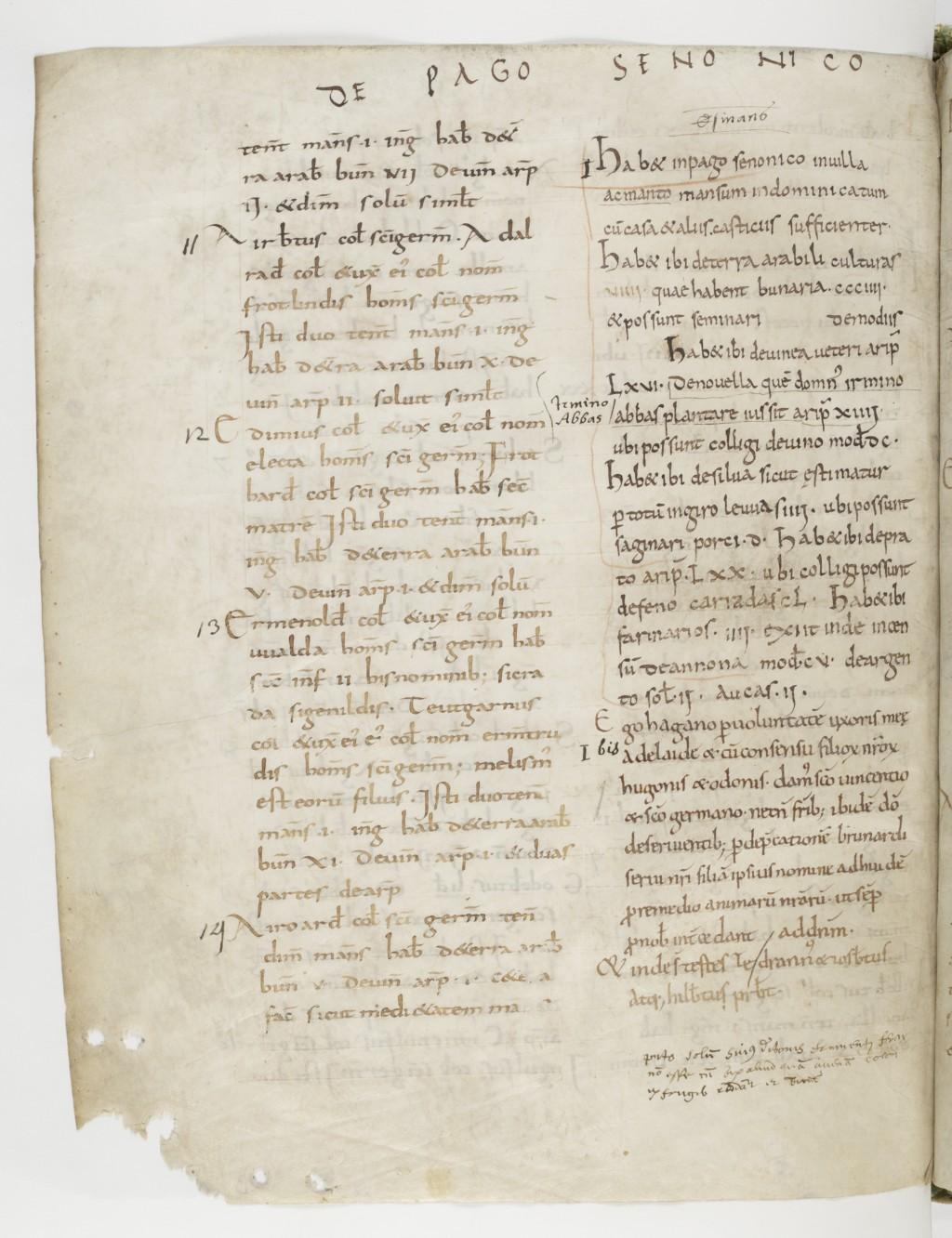
Extrait du Polyptyque de l'abbé Irminon.

Le polyptyque de l'abbé Irminon, qui est un dénombrement des manses, des serfs et des revenus de l'abbaye de Saint-Germain-des-Prés sous le règne de Charlemagne rédigé vers 823/828, recense les différentes possessions des religieux à Esmans.
La manse seigneuriale de l'abbaye de Saint-Germain comprenait 9 cultures de terre labourable d'une contenance de 404 bonniers, 66 arpents de vieille vigne, auxquels l’abbé Irminon rajoutera 14 arpents de jeune vigne, le tout produisant 600 muids de vin. Un bois de quatre lieues de tour était suffisant pour engraisser 500 porcs ; le bois est appelé silva usta dans le diplôme de Louis le Pieux datant de 829. 70 arpents de pré, d’où l'on pouvait retirer 150 charretées de foin annuellement. Quatre moulins produisant annuellement 105 muids de grain, deux sols et deux oies. Esmans renfermait alors 107 ménages dont 92 couples, 15 veufs ou célibataires. On y comptait 199 chefs de famille et 250 enfants ou autres parents pour un total de 449 personnes. Les manses tributaires avaient pour contenance 685 bonniers de terre labourable, 108 arpents de vigne, 44 arpents de pré.
Le polyptyque dénombre également les écarts d'Esmans à cette époque; Montmachoux, Vilthé et Fontaines un hameau de nos jours disparu qui comptait 64 d'habitants au temps de l'abbé Irminon et qui était situé entre Vilthé et Tertre-Doux; ce qu'il reste de ce hameau se nomme désormais la Fontenotte ou l'on trouvait une tuilerie au XIXe siècle ainsi qu'une petite fontaine dans les dépendances.
Hilduin, le successeur de l'abbé Irminon, partage les biens de son abbaye en affectant la terre d'Esmans et ses revenus à la mense conventuelle pour l'entretien et le vêtement des moines. Ce partage est confirmé en 829 par Louis le Débonnaire.
En 857, l'abbé Gozlin et les religieux de Saint-Germain-des-Prés, fuyant les raids des  Normands, viennent se réfugier au château, apportant avec eux les reliques du saint. Ils y restent jusqu'en 861. La châsse renfermant les reliques de saint Germain fut déposée dans l'église d'Esmans où elle fut l'objet de la dévotion des habitants de la contrée et ou selon Aimoin, moine de Saint-Germain et témoin oculaire, se produisirent plusieurs guérisons miraculeuses. Dans le même temps, les corps des saints martyrs Georges, Diacre et Aurèle et le chef de Sainte Natalie furent apportés de Cordoue et mis en dépôt dans l'église d'Esmans. Vers 888, l'église est endommagée par les Normands.

#### DuXIIeauXVesiècle

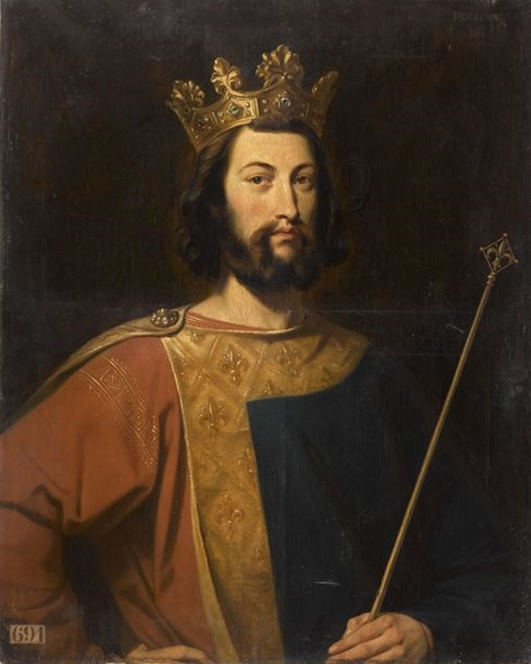
Louis VII.

Du 1er août 1139, au 6 avril 1140, Louis VII séjourne au château d'Esmans. En 1178, Adèle de Champagne, reine de France, confirme la cession faite par le chevalier Barthélemy aux religieux de Saint-Germain-des-Prés de tout le droit de voirie en plaine et dans les bois qu'il prétendait avoir sur la ville d'Esmans. En 1201, à la suite d'un mouvement d'émigration des serfs vers la commune de Flagy qui relevait de l'autorité royale; un compromis fut signé entre Robert abbé de Saint Germain et la reine Adèle de Champagne. Les vassaux d'Esmans réfugiés à Flagy qui auraient cultivé à champart pendant un an et un jour les terres de l'abbé; les posséderaient en paix alors que ceux qui ne se trouvaient pas dans ce cas les perdraient.

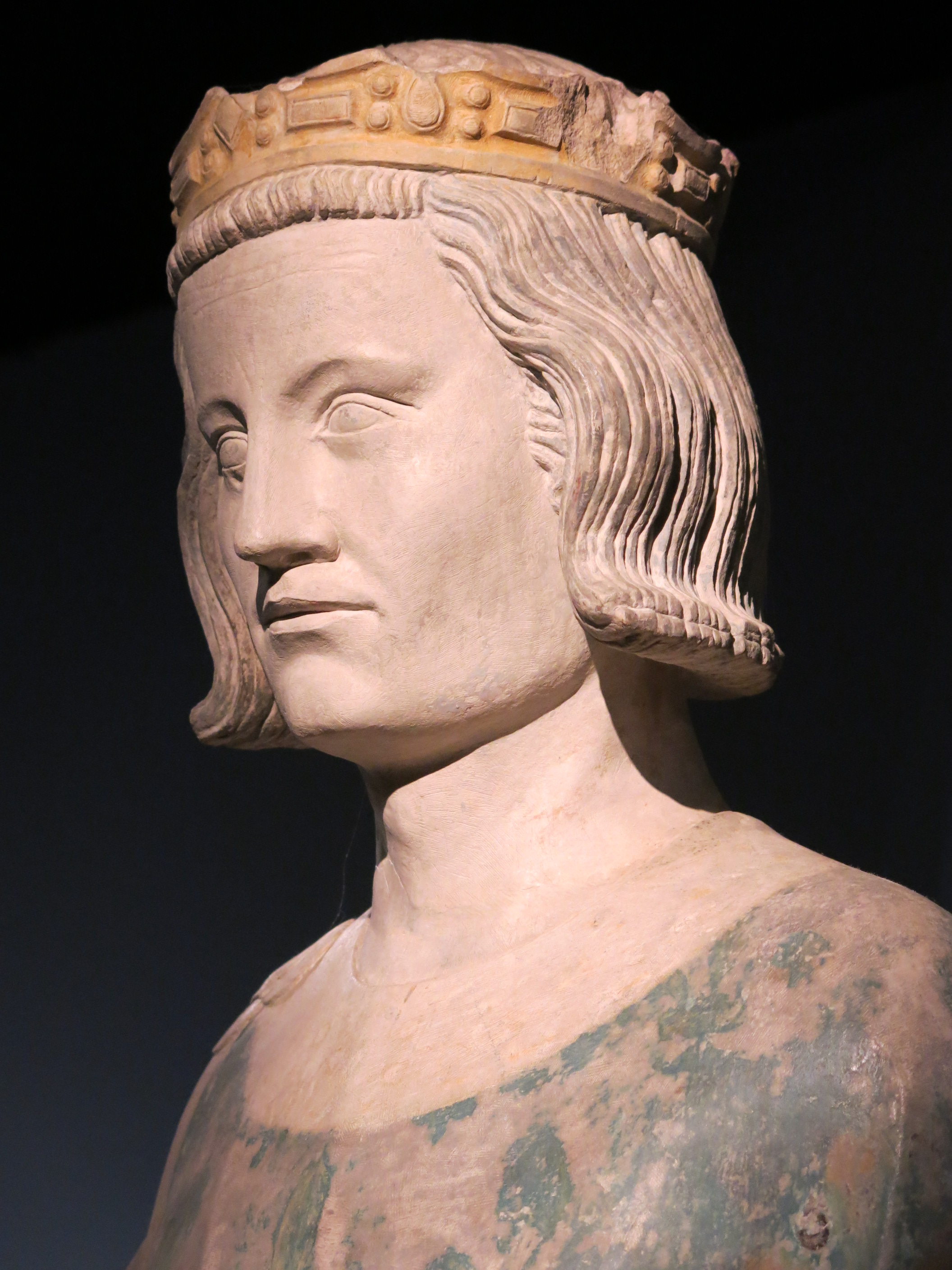
Louis IX (Saint Louis).

En 1202, la seigneurie des moines à Esmans fut accrue par la cession du chevalier Gilon de Flagy de son droit d'avouerie sur Esmans. L'avouerie tenue par Gilon étant un fief du roi Philippe Auguste; ce dernier confirma cette cession faite à Robert, abbé de Saint-Germain-des-Prés.
Le 17 janvier 1225, Louis VIII fait étape à Esmans.
Le 26 août 1255, Louis IX (Saint Louis) se rend au château d'Esmans pour la première fois. Il s'ensuivra quatre autres visites : le 14 mai 1260, le 19 et 20 avril 1264, le 20 janvier 1265 et en mars 1270. En 1256, s'ouvre un procès, celui des habitants d'Esmans sujets de l'abbaye de Saint-Germain-des-Prés qui protestent contre les redevances serviles que les moines perçoivent sur eux. Ils prétendent que c'est contre tout droit, puisqu'ils étaient autrefois de condition libre, que depuis quelques années, l'abbaye a voulu leur imposer la taille à volonté, la mainmorte, des corvées arbitraires, dont leurs ancêtres étaient exempts. Ils réclament à l'abbé Gérard de Moret la diminution du montant de la taille en orge lorsque le roi réside chez eux et fait valoir son droit de gîte et obtiennent une réduction à quarante livres.
À partir du XIIIe siècle, on constate un accroissement de l'étendue du domaine d'Esmans par divers dons et achats. Le 29 septembre 1268, dame Asceline, fille de feu Simon d'Esmans et veuve d'Étienne de Marcilly, écuyer, prononce ses vœux et fait cession à l'abbaye de Saint-Germain-des-Prés de tous ses biens et terres qu'elle possédait au territoire d'Esmans.
En juin 1272, l'abbé de Saint-Germain-des-Prés concéda aux prévôts de la maison d'Esmans, sous condition d'une rente de dix livres tournois, le droit de prendre le bois nécessaire pour chauffer le four d'Esmans dans les bois de Saint-Germain. On s'était contenté jusqu'alors du chaume et de la paille ramassés dans les champs du pays, ce qui portait préjudice à la terre privée des éléments fertilisants de ces engrais. En août 1277, messire Jehan de Moustiers, écuyer et dame Ysabeau, sa femme cédèrent aux religieux contre rente un fief qui était tenu par messire Jehan de Vers, chevalier.

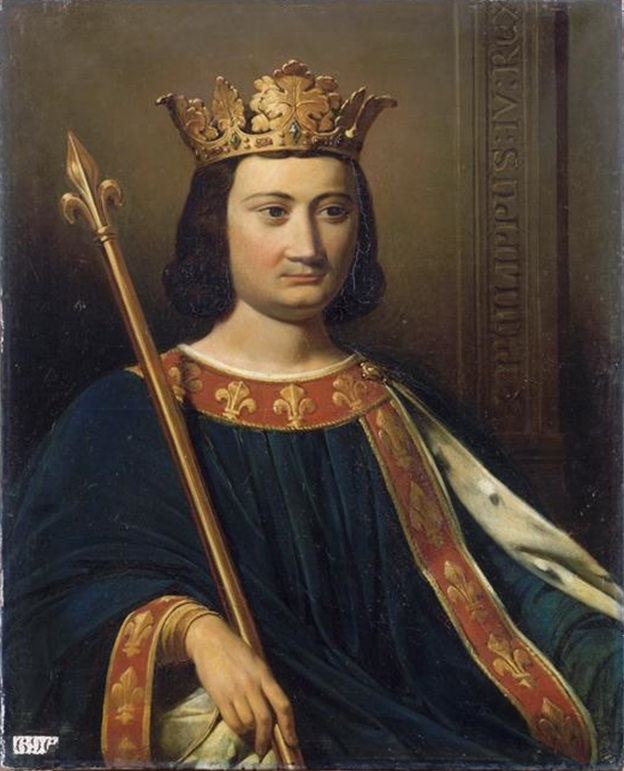
Philippe IV le bel.

En novembre 1289, l'abbé de Saint-Germain Jean de Cumène délivre de servitude les habitants d'Esmans à condition pour ceux d'entre eux qui auraient une maison dans le domaine de l'abbaye payent tous les ans douze deniers parisis pour avoir le droit de bourgeoisie.Ce que confirmera le roi Philippe IV le Bel qui fera d'ailleurs étape à Esmans avec sa femme Jeanne de Navarre au début du mois de janvier 1302.
Vers le milieu du XIVe siècle, Guillemin de Tilley céda aux religieux une certaine étendue de terre et de pré. En 1352, Jehan de Corbigny, grand prieur de Quartier Saint-Germain-des-Prés et prévôt d'Esmans, acheta de Reynauld du Maroys duc d'Esmans son manoir, entouré de fossés, 8 arpents de pré, 50 arpents de terre. Le grand prieur donna cette propriété à l'abbaye.
En 1372, pendant la guerre de Cent Ans, les armées anglaises dévastèrent toute la contrée et détruisirent le château d'Esmans; la description suivante en fut faite; "L'estat de l'ostel d'Esmans est tel : le grand manoir, ou anciennement avoit très fort lieu de massonnerie et de charpenterie, tout enclaux dedans fossés et eau, fu tout abatu et rasé par le faict du Roy d'Angleterre".
En 1384, l'abbé Richard établit un dénombrement des biens de son monastère ou nous pouvons constater la suppression du prieuré d'Esmans et la transformation de cette dépendance de l'abbaye en prévôté. On rend dans la dite ville, haute, moyenne et basse justice.
En 1467, Robert de l'Espinasse, ayant prodigué les biens de l'abbaye, en perdit l'administration pendant 5 années. Il reçut pendant ce temps pour son entretien la jouissance des terres d'Esmans et de Saint-Germain. À la fin du XVe siècle, les religieux poursuivent leurs efforts pour augmenter l'étendue du domaine. En octobre 1497, frère Jehan de Rozoy, prévôt d'Esmans, acheta à Pierre Renard et à sa femme tout l'héritage qu'ils pouvaient avoir en la ville et au terroir d'Esmans.

### Temps modernes

#### DuXVIeauXVIIesiècle
Le 19 aout 1511, l'abbé de Saint-Germain-des-Prés acquit du sieur Cinbroy 38 arpents de terre. Deux jours plus tard ce même abbé se rendait acquéreur du moulin à foulon qui était situé entre Esmans et Fossard. Le 18 mai 1517 : le roi François Ier accorda aux religieux la sauvegarde royale pour empêcher les gens d'armes de ne rien prendre, ni loger sur les terres d'Esmans et de Saint-Germain-sur-Montereau, avec leur dépendances.

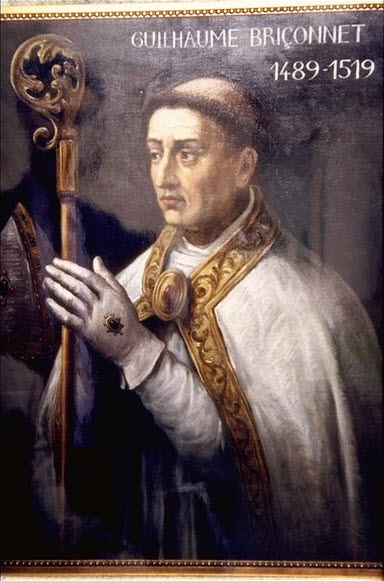
Guillaume Briçonnet.

Le château d'Esmans précédemment détruit en 1372 est reconstruit par Guillaume Briçonnet, évêque de Meaux et abbé de Saint-Germain, qui en fait une de ses résidences favorites et y meurt le 24 janvier 1534 à l'âge de soixante-quatre ans. Il y rédige son testament le 21 janvier 1534 faisant le choix du lieu de sa sépulture suivant le lieu de son décès. Il y ajoute ensuite deux codicilles. Le testament nous fait connaitre les personnes dont il choisit de s'entourer au moment de quitter ce monde : Messire Anthoine Bohyer sieur de Sainct Cyergue et de Chenonceaux, Général de France; maistre Jean Desjardin, Docteur en médecine demeurant à Paris; Jean Parisé, prestre, vicaire de l'église paroissiale d'Esmans et notaire en la cour de Sens; Jacques Heraults, chanoine de Meaux; Anthoine Martin, prestre, etc. C'est selon sa volonté dans l'église d'Esmans qu'il sera inhumé; devant le maître-autel. Selon son souhait il bénéficiera des prières des paroissiens d'Esmans chaque année.
Des baux de fermage nous font connaitre la valeur des diverses parties d'Esmans au XVIe siècle : Le 24 mai 1518, le moulin à draps situé sur le ruisseau d'Esmans entre le château et le grand moulin de Fossard est donné à bail perpétuel par les religieux pour un prix annuel de 10 livres de cens. Le 5 mai 1530, le moulin de Fossard fut affermé pour une redevance annuelle de 6 muids de froment et 12 deniers tournois convertie en 1672 en 670 livres. En 1538, l'abbé de Saint-Germain-des-Prés afferma le revenu de la seigneurie d'Esmans pour une somme annuelle de 1 240 livres.

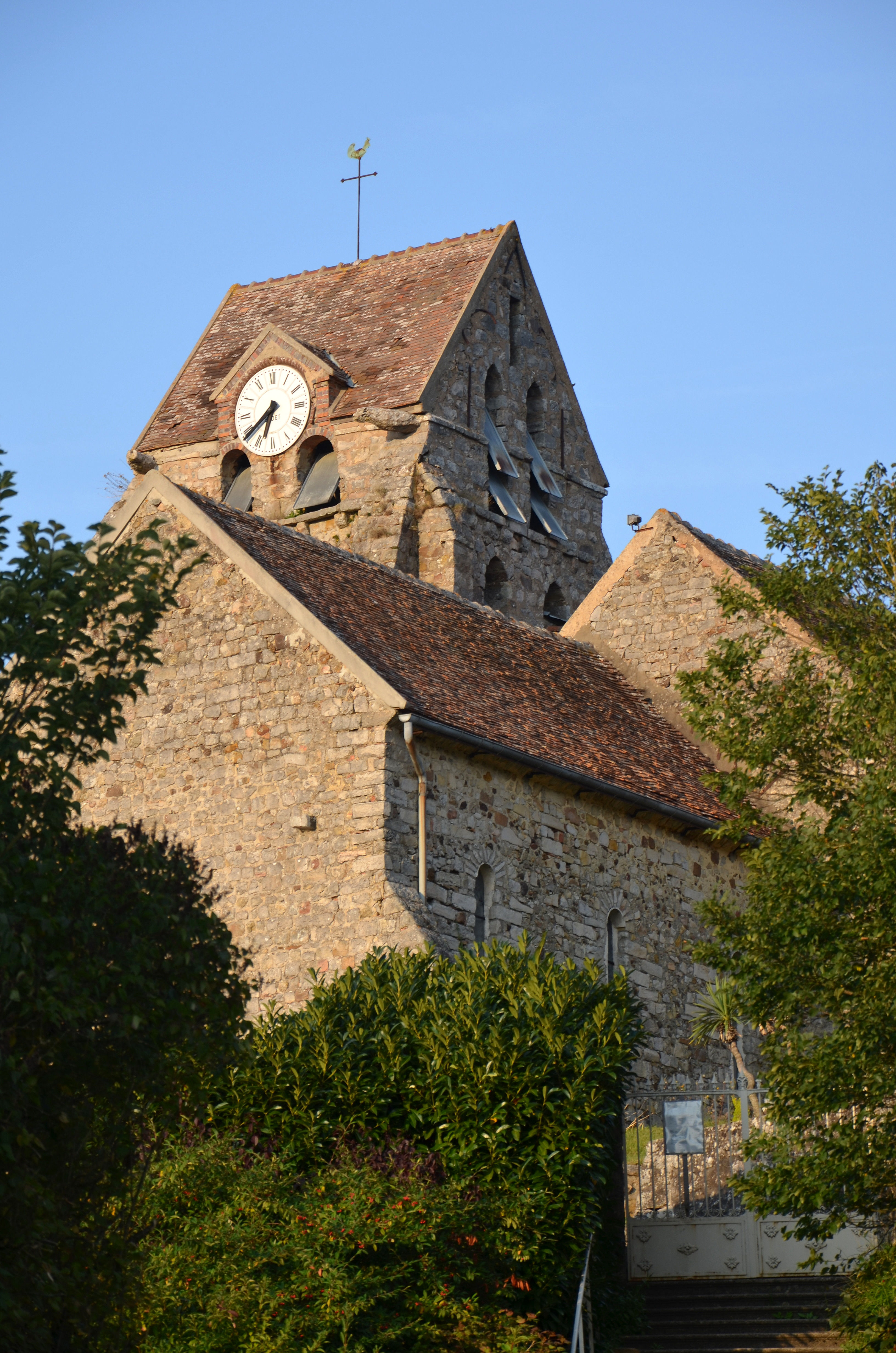
L'église de Montmachoux.

Le 24 mars 1539, le curé d'Esmans Jehan de Moretz demanda la permission d'ériger des fonts baptismaux dans la chapelle de Montmachoux. Bien qu'érigée en paroisse l'église de Montmachoux demeurera une annexe de Sainte-Marie d'Esmans jusqu'à la Révolution.
La déclaration faite par l'abbé de Saint-Germain-des-Prés en 1548, nous décrit la seigneurie d'Esmans : "Le château et l’hôtel seigneurial d'Esmans clos avec fossés. Près de ce château sont la maison, grange, étables, bergeries, cours, jardins, colombier et fossés à poissons ; le tout clos de murs et contenant 2 arpents de terre. auquel s'ajoute 260 arpents de terre labourable et 5 arpents de pré. Ces maisons et terres avec prés, non compris l’hôtel seigneurial, sont baillés pour 11 muids de grain, mesure d'Esmans. Ces 11 muids peuvent valoir 110 livres tournois annuellement, à raison de 10 livres le muid".
En 1626, Richelieu prescrit le démantèlement des châteaux forts seigneuriaux. Le château est transformé en ferme. Le 7 aout 1678, Pelisson, administrateur temporel de l'abbaye acquit pour 7541 livres, un domaine de 118 arpents de terre labourable à Esmans. Le 7 novembre pour le prix de 3600 livres il adjoignait aux possessions monastiques d'Esmans la maison et ferme du Fossard, ou du petit Vimpelle qui est devenue au commencement du XIXe siècle la propriété du comte de Fautras. Précédemment au XVIIe siècle le grand-fossard appartenait à la famille de Faissy. Il existait là jadis une maladrerie ayant été annexée à l’hôtel-Dieu de Montereau en 1695.

#### XVIIIesiècle

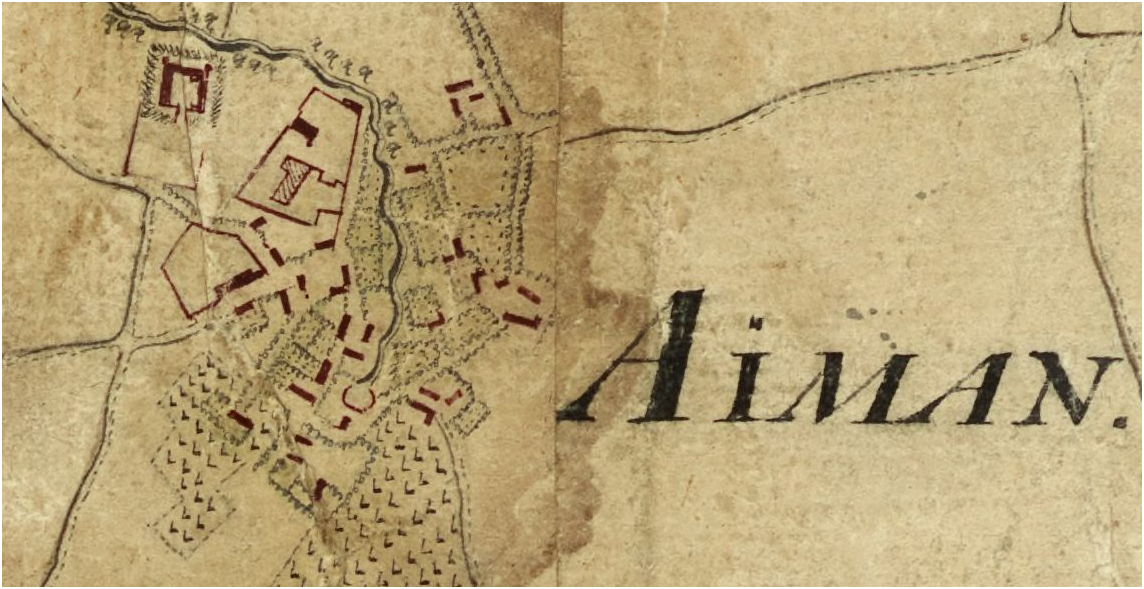
Plan d'Esmans en 1742.

En 1734 afin d'éviter un procès; une transaction fut conclue entre le cardinal de Bissy, évêque de Meaux et abbé de Saint-Germain-des-Prés et Louis Garat, curé d'Esmans qui abandonna tous ses droits et prétentions sur les menues et vertes dîmes et les novalles de la paroisse; moyennant une rente annuelle de 150 livres fournie par le receveur de l'abbaye.
En mars 1735 : un drame survint au château d'Esmans 4 personnes furent écrasées sous une démolition; un chirurgien de Montereau et ses deux enfants ainsi qu'une servante du château.

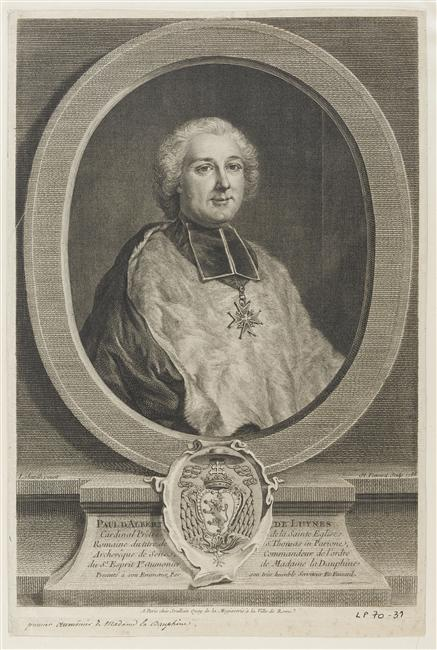
Le Cardinal Paul d'Albert de Luynes.

Pendant la guerre de Sept Ans on dénombre un habitant natif d'Esmans décédé en mai 1758 victime du conflit. Il se nommait Jacques Landry et il faisait partie du régiment Royal de carabiniers.
Le 19 octobre 1764 : une confirmation religieuse générale concernant une grande partie des familles et des enfants d'Esmans eut lieu à Montereau à la Collégiale Notre-Dame-et-Saint-Loup, Cette confirmation fut faite par le cardinal Paul d'Albert de Luynes archevêque de Sens.
Avec le terrier dressé en 1772; l'on constate que le territoire d'Esmans était divisé en 5650 parcelles qui étaient possédées par 429 propriétaires.
Le 8 aout 1776, à 10 heures du matin un incendie ravage une partie du village. Cinq maisons et une grange remplie de grains furent la proie des flammes. D'après les constatations; une flammèche sortie d'une cheminée et portée par le vent qui était au sud sur une couverture de chaume, a été la cause de l'incendie. Un tourbillon de vent emporta une torche de paille enflammée et propagea l'incendie sur une autre maison également couverte en paille. M. Le Comte François Ferdinand de Lannoy, Brigadier des armées du Roi qui aperçut les flammes de son château de Surville fit sur le champ atteler ses chevaux pour y conduire la pompe et une tonne d'eau afin de porter secours aux habitants d'Esmans ainsi que les officiers de la justice d'Esmans et les officiers du bailliage et de la ville de Montereau qui envoyèrent divers renforts pour tenter de circonscrire l'incendie. Plusieurs habitants ont perdu la totalité de leurs effets et de leurs bestiaux; une femme de 80 ans a été arrachée des flammes à moitié suffoquée, par son petit-fils, qui s'est jeté dans la maison embrasée. Une pluie survenue le soir a aidé à éteindre le feu qui couvait sous les débris. M. Le Comte de Lannoy est revenu au milieu de ces malheureux incendiés; après avoir aidé à calmer les ravages du feu, il a voulu être le premier à remédier à la misère des victimes en y distribuant une aide financière. Le Cardinal Charles Antoine de la Roche-Aymon, Seigneur d'Esmans apportera lui aussi son aide aux sinistrés. Il sera le dernier abbé commendataire de Saint-Germain-des-Prés. De sa mort le 27 octobre 1777 à la suppression des ordres religieux en 1791, l'abbaye sera mise aux économats.

### Révolution Française et Empire
Au début de la Révolution, le 24 novembre 1789, un décret confisque les biens du clergé ; la seigneurie d'Esmans n'est plus la propriété des abbés de Saint-Germain-des-Prés. En 1790 les déclarations des religieux permettent de connaitre les revenus et charges du domaine d'Esmans. Pour les revenus la seigneurie rapporte un total de 8975 Livres. Les charges sont de 450 Livres pour le curé d'Esmans, pour abonnement et menues dixmes, de 20 Livres pour le maître d'école d'Esmans et de 25 Livres pour le juge d'Esmans.
Les biens de l'abbaye furent décrits et estimés de la façon suivante : la ferme du petit Vimpelle, servant d'auberge et composée de plusieurs bâtiments, de 145 arpents de terres labourables en plusieurs pièces, louée aux sieurs Huffon et Aubineau pour une estimation de 19184 Livres. Les grand et petit moulins de Fossard, consistant en plusieurs bâtiments, jardin, et 50 arpents de terres labourables, loués au Sieur Aubineau moyennant 1400 livres pour une estimation de 33313 Livres. Une ferme ci-devant seigneuriale, composée d'un corps de ferme, 4 arpents de terres, sur lesquels il y a la grange aux dîmes  et un colombier, ainsi que 350 arpents en terres et friches, 6 arpents de bois taillis en plusieurs pièces, loué au Sieur Louis-Laurent Barbe, moyennant 1670 Livres pour une estimation de 44903 Livres. Les biens furent vendus par adjudication au district de Nemours le 11 mai 1791.
Sous la Révolution le 5 novembre 1793, 66 contribuables de la commune d'Esmans font don de 351 livres et 10 sols à la convention nationale en assignats et monnaie, produit d'une contribution et offrande patriotique pour les frais de la guerre. La commune d'Esmans garantit ainsi à la Convention nationale l'attachement inviolable qu'elle partage avec les Jacobins de Montereau.
En 1801 les hameaux du Petit et du Grand-Fossard sont sur l'itinéraire de la chaîne des forçats entre Ponthierry et Sens.

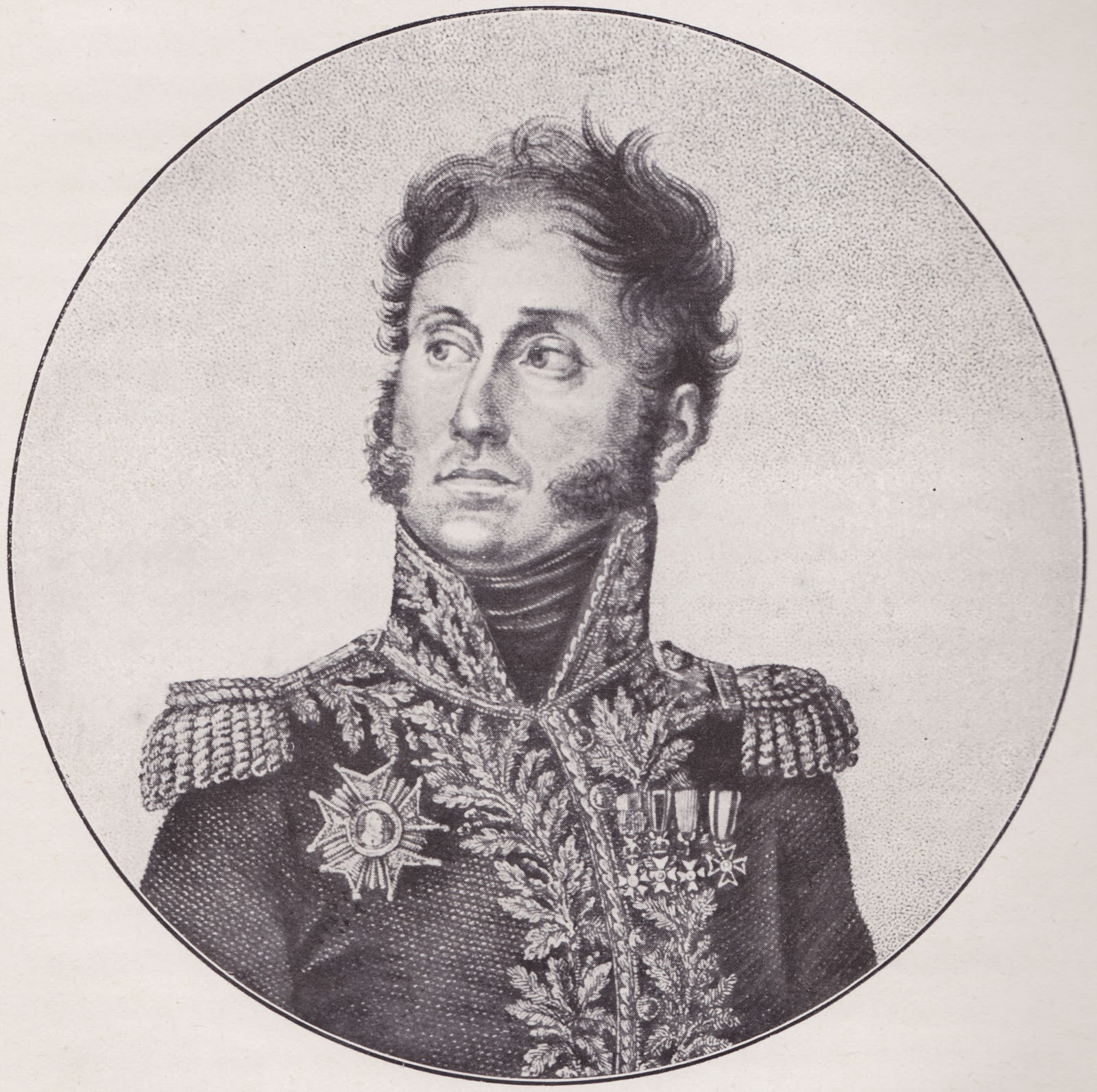
Le Général Pajol.

Pendant les guerres du Premier Empire on dénombre plusieurs habitants natifs d'Esmans victimes des différents conflits entre 1810 et 1814 :
- Jacques Barbe décédé  à Wesel dans Département de la Roer le 31 janvier 1810. Il était pionnier de la 5e compagnie.
- Félix Decornoy décédé le 12 avril 1810 à Middelbourg. Il était fusilier au 58e régiment d'infanterie du cinquième bataillon.
- François Depresles décédé le 14 novembre 1811 à Commercy. Il était maréchal des logis chef de la deuxième compagnie du deuxième bataillon du train des équipages militaires.
- Edmé Thuillard décédé le 28 février 1814 à Thionville. Il était grenadier du 14e de ligne.

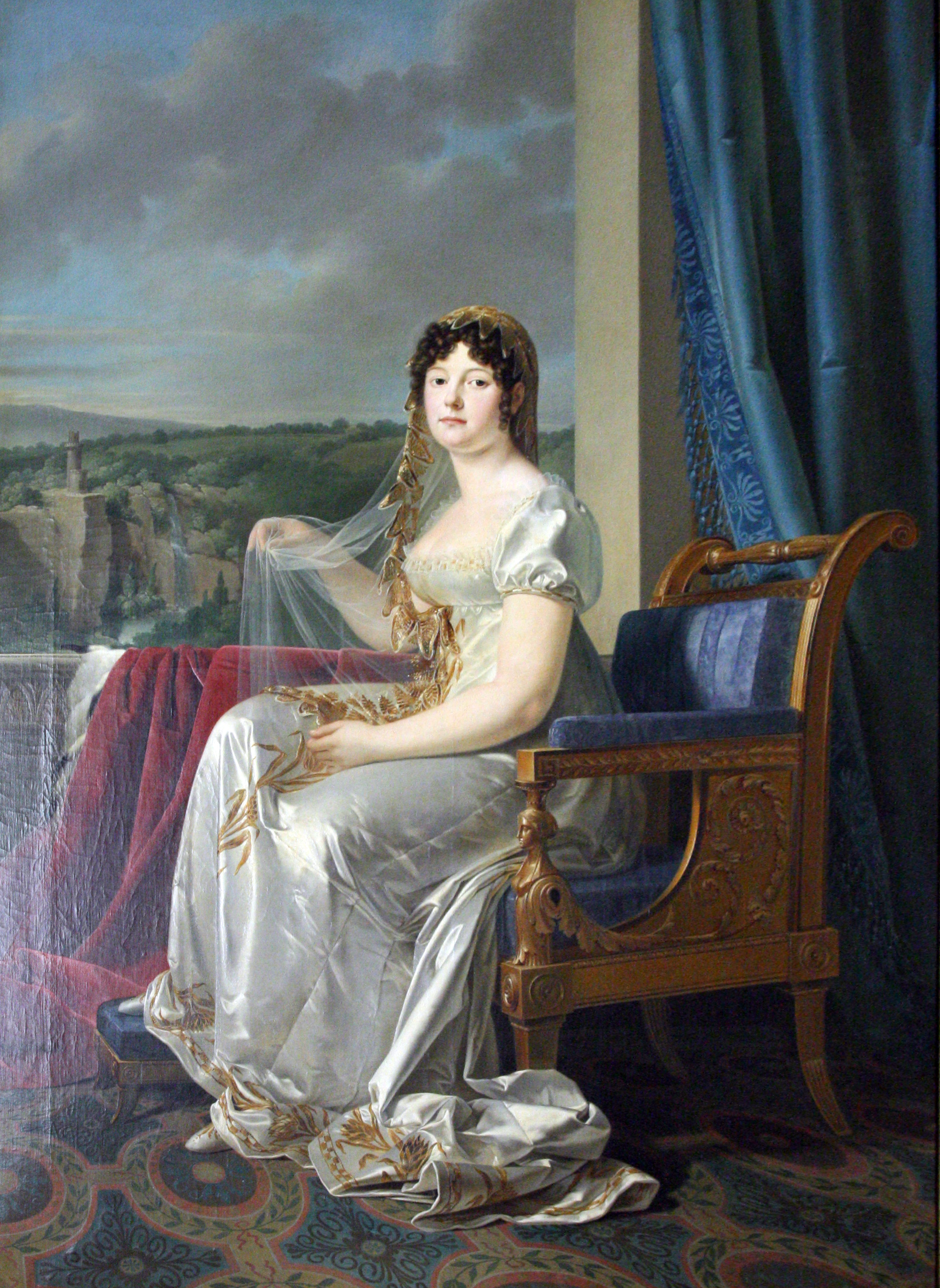
Catherine de Wurtemberg reine de Westphalie.

En 1814 pendant la campagne de France, le Général Pajol organise la défense de Montereau en installant son quartier général temporairement à Fossard (hameau d'Esmans).
Le 13 février 1814 au matin; le corps volant du lieutenant-colonel comte von Thurn qui se trouvait à Cheroy avait inquiété  les postes de cavalerie Française du côté de Dollot et réussi à les pousser par Voulx jusqu'à Esmans, où il fut arrêté par une troupe d'infanterie. Quelques heures plus tard les troupes Françaises quittaient Esmans.
Parmi les troupes étrangères entrées à Montereau-Fault-Yonne le 14 février 1814; la division légère du feld-maréchal-lieutenant comte Ignace Hardegg était répartie entre Montereau, Varennes, Noisy, Esmans et Cannes.
Les troupes étrangères pillèrent notamment le relais du maitre de poste M. Beltante à Fossard où ils enlevèrent 17 chevaux avec leurs harnais et une quantité d'objets divers pour une valeur totale de 20 000 Francs.
Le 21 avril 1814 l'affaire de Fossard (Hameau d’Esmans) l’une des énigmes les plus rocambolesques du XIXe siècle  le vol des bijoux de la reine Catherine de Westphalie au relais de poste du petit-Fossard sur la route de Sens à Fontainebleau.
La voiture de la reine fut arrêtée par des officiers français Maubreuil et Dasies à un quart de lieue de Fossard où ils déclarèrent procéder à une arrestation par ordre de Louis XVIII.
La Reine fut séparée de sa suite et conduite au relais de poste de Fossard sous bonne garde d'une cinquantaine de Mamelouks. Sa voiture fut vidée de tous les effets qui s'y trouvaient sous prétexte de vérifier la présence des diamants de la couronne.
La voiture contenait onze caisses sept renfermaient ses bijoux et diamants, la huitième contenait ceux de Jérôme Bonaparte, qui en avait gardé la clef.
La neuvième contenait 84 000 francs en or qui étaient destinés aux frais de voyage de la princesse ; la dixième contenait une écritoire complète et la onzième des objets de toilette.
La Reine resta pendant six heures au milieu d'une grange avant d'être autorisée à repartir pour Villeneuve-la-Guyard. L'affaire de Maubreuil fut jugée définitivement à la cour royale de Douai le 6 mai 1818.
Le hameau du petit-Fossard date de 1772; le relais de poste se forma autour d'une maison appelée "Le Bréau".

### Époque contemporaine

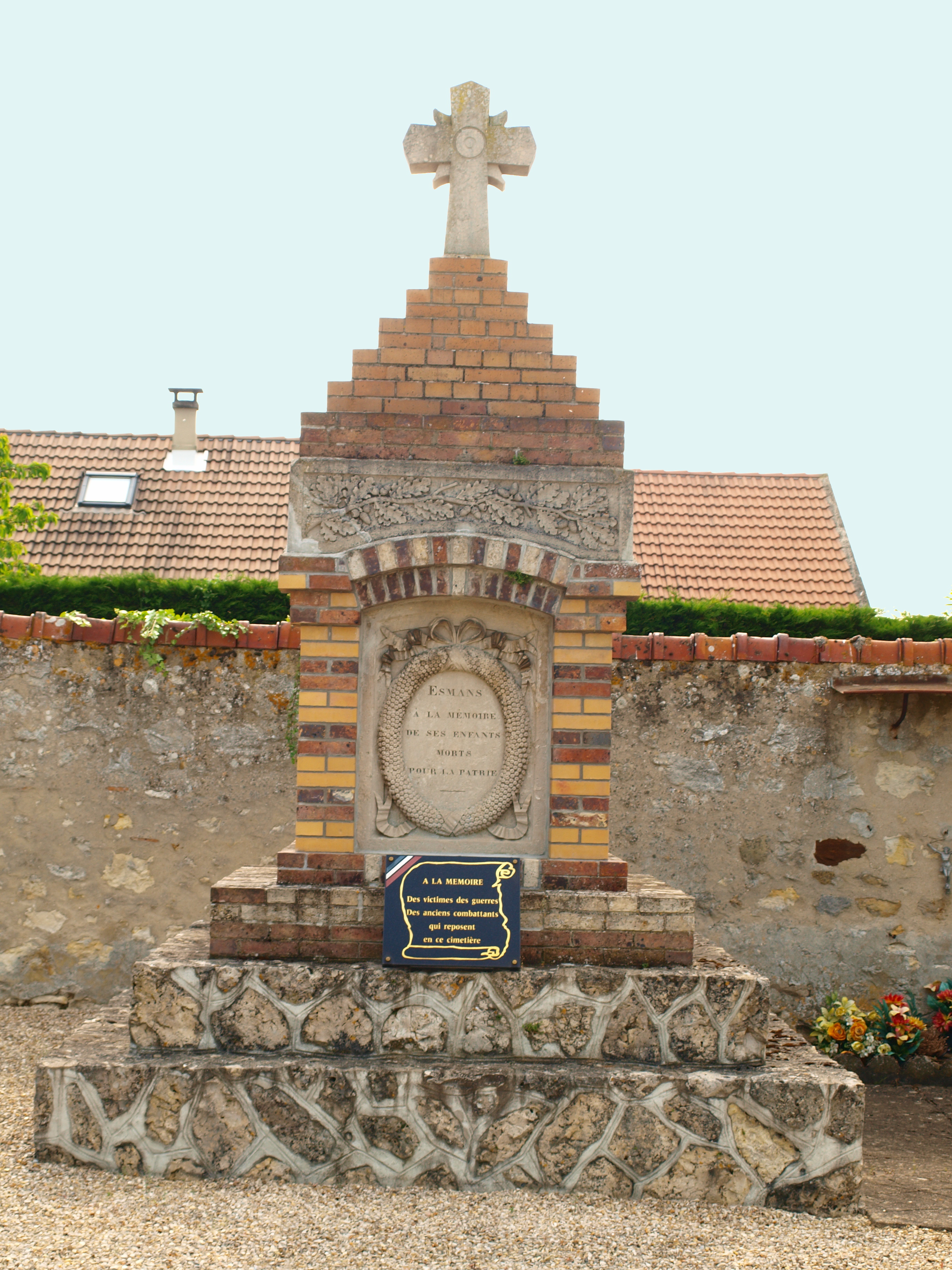
Le Monument commémoratif du cimetière d'Esmans.

À la suite de la révolution de juillet 1830 une souscription est ouverte au Bureau du journal des débats en faveur des blessés, des veuves et des enfants des citoyens qui ont péri dans les journées des 27, 28 et 29 juillet auxquels le maire d'Esmans Jean Cabanès remet au nom de la commune une somme de 142 Francs.
Après la guerre de Crimée (1853-1856) une maison isolée fut bâtie sur la route départementale de Montereau à Montargis et prit le nom de la Tchernaïa en rapport avec la bataille de la Tchiornaïa qui se déroula en Crimée le 16 aout 1855. On dénombre un habitant d'Esmans victime de ce conflit Jules François Labaume décédé le 30 septembre 1855, il était fusilier au 9e régiment d'infanterie de ligne 1er bataillon 4e compagnie.
Pendant la guerre de 1870, 28 habitants d'Esmans participèrent au conflit. L'un d'eux Edmond Rossignol a été tué lors des combats de la Malmaison pendant le siège de Paris le 21 octobre 1870 il était garde mobile, son nom est inscrit sur un monument commémoratif du cimetière d'Esmans.
La commune subit notamment comme les villages des alentours des réquisitions entre le 5 et le 7 novembre 1870 par les troupes prussiennes qui occupent Montereau. Esmans a donné aux soldats prussiens deux voitures avec provision de vivres pour 2 jours les 9 et 10 janvier 1871.
Sous l'occupation de l'armée prussienne, l'état des diverses réquisitions et contributions est le suivant : 14115 Francs pour l'entretien et la nourriture des troupes. 6384 Francs pour les denrées, fourrages et marchandises. 3075 Francs pour les animaux de boucherie. 5670 Francs en impôts et contributions. 760 Francs en charrois et voiture. 13487 Francs en pillage et pertes subies.

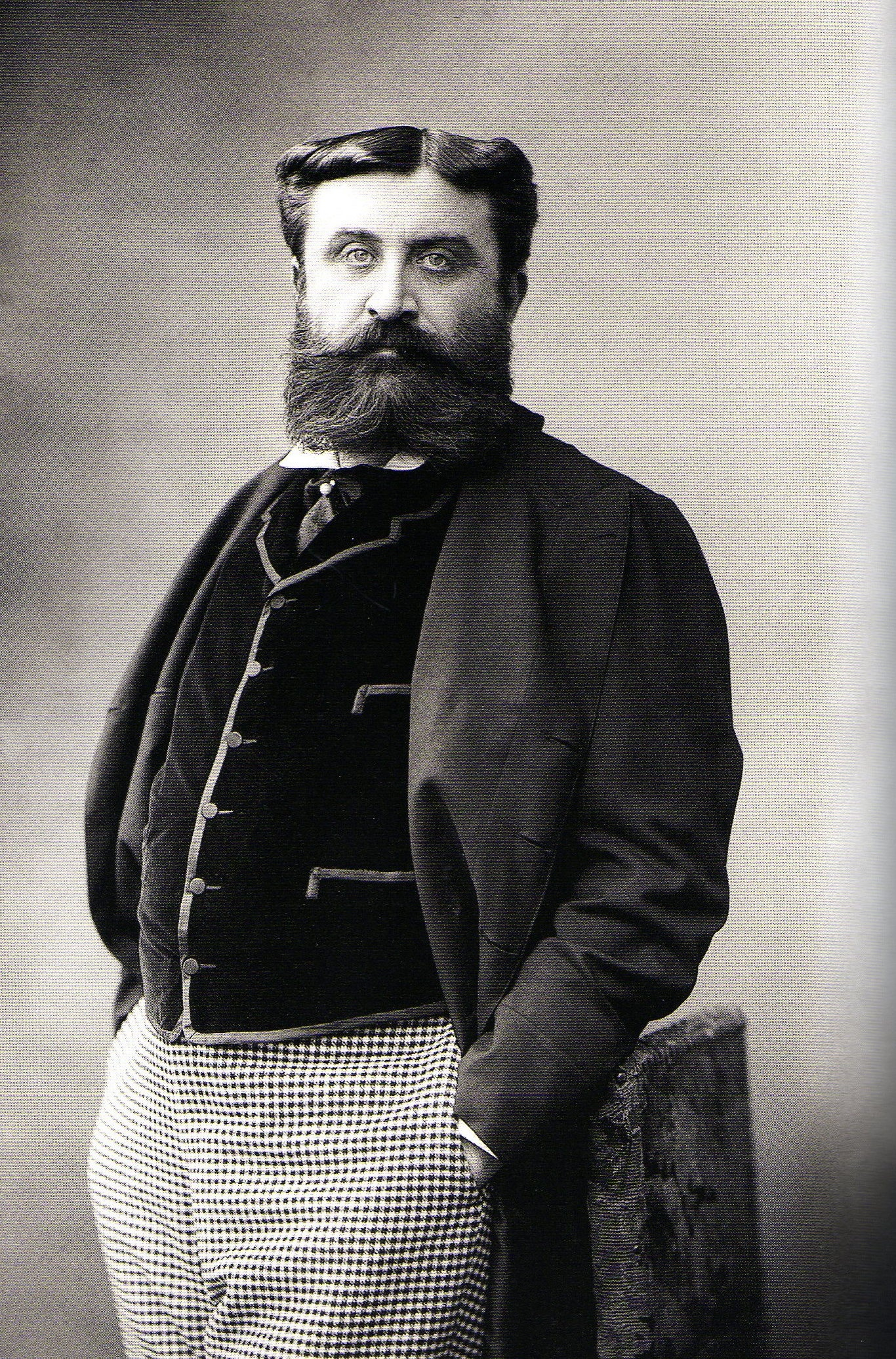
Le Comte Henry Greffulhe.

3 juin 1877 le concours départemental de Seine-et-Marne est organisé à Esmans. Cet important concours avait lieu tous les ans sur la ferme ayant obtenu le prix d'honneur. La ferme désignée cette fois n'était autre que celle du château d'Esmans appartenant à M. Chollet. L'exposition des animaux et instruments et une tente pour la distribution des prix se situait au milieu d'une prairie entre la ferme et l'église du village. Parmi les animaux, des spécimens de poulains et pouliches de la race Boulonnaise-Percheronne utilisés pour les travaux des champs. À côté des animaux se situait l'exposition des machines qui pour la plupart provenaient des fabricants du pays. Parmi elles, la nouvelle machine à battre à plan incliné de Bertin constructeur mécanicien à Montereau. Un concours de charrues eut lieu le jour même dans la matinée réunissant près de 6000 personnes, ainsi que le jeudi précédent. C'est le préfet de Seine-et-Marne accompagné de divers notables importants qui firent la distribution des récompenses. Il y avait parmi eux le comte Henry Greffulhe président du comice; Belin, de Ségur, de Haut ; vice-présidents; Renault secrétaire général; Oscar de Lafayette et le Comte Foucher de Careil sénateurs, etc. La prime d'honneur consistant en 1000 Francs et une œuvre d'art d'une valeur de 500 Francs fut remportée par M. Chollet fermier d'Esmans. Finalement a six heures du soir eut lieu un banquet de cinq cents couverts où furent portés les toasts traditionnels.
15 aout 1888 : un violent orage accompagné de grêle s’abat sur Montereau; Esmans et les communes environnantes sont plus particulièrement atteintes. La grêle est tombée avec une telle violence qu'elle a haché les récoltes.

#### Description d'Esmans à la fin duXIXesiècle[2]

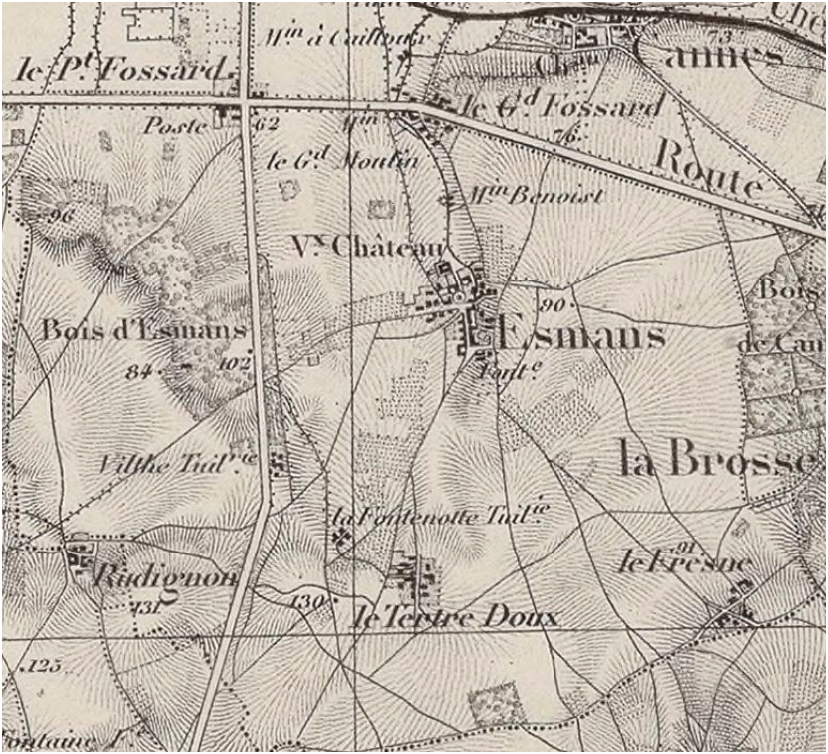
Le territoire d'Esmans en 1850.

D'après la monographie communale de l'instituteur Dorbai, le territoire de la commune d’Esmans s’étend sur 1 783 hectares divisés en 5070 parcelles. Ce territoire ce subdivise ainsi :
Un territoire agricole égal à 1 736 hectares dont : 1 621 hectares de terres labourables, 94 hectares de bois, 8 hectares de jardins de particuliers, 3 hectares de jardins de plaisance, 10 hectares de terrains rocheux et moultes.
Le territoire occupé par les terrains ; bâtis, routes, rues, cours d’eau totalise 47 hectares. Sur les 1 621 hectares de terres labourables on compte : 385 hectares de blés, 60 hectares de seigle, 30 hectares de méteil, 410 hectares d’avoine, 15 hectares d’orge, 2 hectares de légumes secs, 62 hectares de pommes de terre, 124 hectares de betteraves, 34 hectares de vignes, 499 hectares de prairies artificielles.
Les animaux : on compte 108 chevaux et 20 ânes qui sont employés aux travaux de l’agriculture et au transport des marchandises et des personnes. On y trouve peu de veaux parce qu’on les vend de très

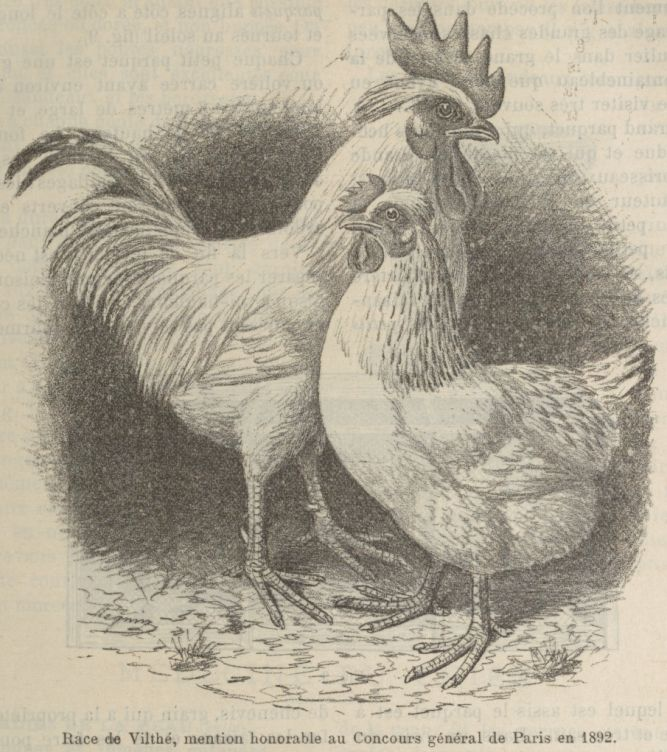
La race de Vilthé.

bonne heure aux bouchers des environs. Il y a 250 vaches dont le lait est consommé en nature tant dans le pays qu’à Paris. Les moutons sont au nombre de 2000. Ce sont en général des Southdown, des Solognots, des métis mérinos que les 5 grands fermiers élèvent et gardent pendant plusieurs mois pour les revendre ensuite. Les volailles comprenant 1200 poules, 40 oies, 45 canards et 200 pigeons, sont élevées les premières pour leurs œufs et pour leur chair, les autres principalement pour leur chair. L’espèce caprine ne compte que 20 têtes ; le lait produit par les chèvres est consommé en nature dans le village même.
L'industrie et le commerce : la commune d'Esmans est essentiellement agricole. Cependant elle dispose d'une industrie de la minoterie; trois moulins fabriquent annuellement  900 000 quintaux de farine. Trois usines d'acier poli occupent environ 20 ouvriers. Au petit Fossard (hameau d'Esmans) il existe une petite fabrique de chaux.
Le commerce du pays a pour objet sa très importante culture dont les céréales, les fourrages, les pommes de terre, les betteraves ainsi que les veaux
et les moutons engraissés, la farine, etc. Les transactions se traitent exclusivement à Montereau.
Aviculture : au concours général agricole au mois de février 1892 se déroulant au palais de l'industrie à Paris; la race de Vilthé appelée ainsi par son propriétaire du nom de ce domaine situé dans la commune d'Esmans obtient la mention honorable. Cette race de poule y existait dans la commune depuis 1808; elle était une très bonne pondeuse et possédait un plumage entièrement blanc et des oreillons rouges. Elle vivait en complète liberté autour de la ferme de Vilthé s'écartant jusqu'à 700 ou 800 mètres dans les champs et les bois. Elle était également une excellente volaille comestible payée de 50 centimes à 1 franc plus cher que celles des autres fermes au marché de Montereau.
À la fin du XIXe siècle en 1896; le village d'Esmans se compose de 180 maisons comportant 186 ménages pour un total de 530 individus. Les 11 rues du village totalisent 376 individus et les hameaux et fermes éparses 154 individus. On dénombre dans la domesticité de nombreux ouvriers agricoles logeant dans les dépendances de la ferme du château ainsi que dans les diverses fermes à Fresnes, au petit Fossard et à Tertre Doux.

#### LeXXesiècle

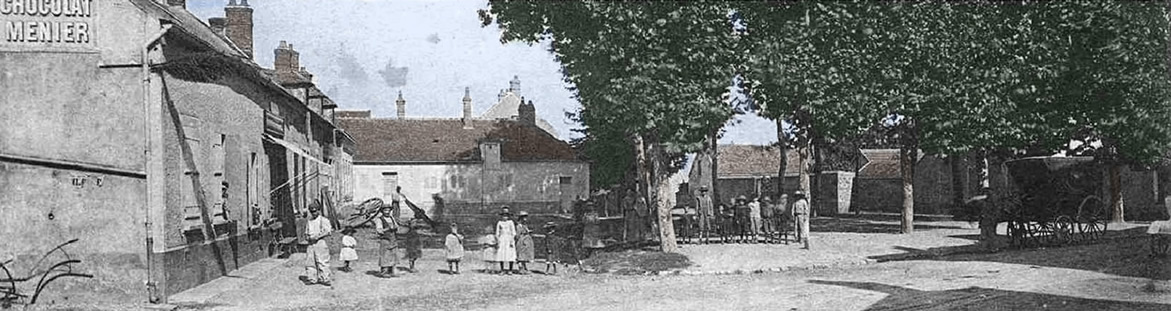
La place de la mairie d'Esmans vers 1908.

Pendant la révolte des Boxers; on dénombre un habitant d'Esmans, Édouard Portail, victime du conflit. Il est décédé le 8 août 1900 à l’hôpital général de Tien-Tsin en Chine. Il était brigadier à la 13e batterie d'artillerie de Montagne qui participa à la bataille de Tien-Tsin. Son nom est inscrit sur un monument commémoratif du cimetière d'Esmans.
Le 23 et 24 aout 1904 : grandes manœuvres militaires de la 10e division d'infanterie à laquelle prend part l’école de Saint-Cyr dans le secteur d'Esmans et des communes environnantes. Les manœuvres autour du village ont principalement lieu dans le bois d'Esmans, dans la plaine agricole près de l'Aqueduc de la Vanne et vers les hameaux de Tertre-Doux et du Grand Fossard.
Première Guerre mondiale 1914-1918 : le monument aux morts comporte la liste des 31 habitants d'Esmans victimes de la grande guerre sur les 93 concitoyens mobilisés dans la commune. Le monument a été construit à la suite de la guerre sur la place de la mairie; il a été inauguré le Dimanche 5 Juin 1921.

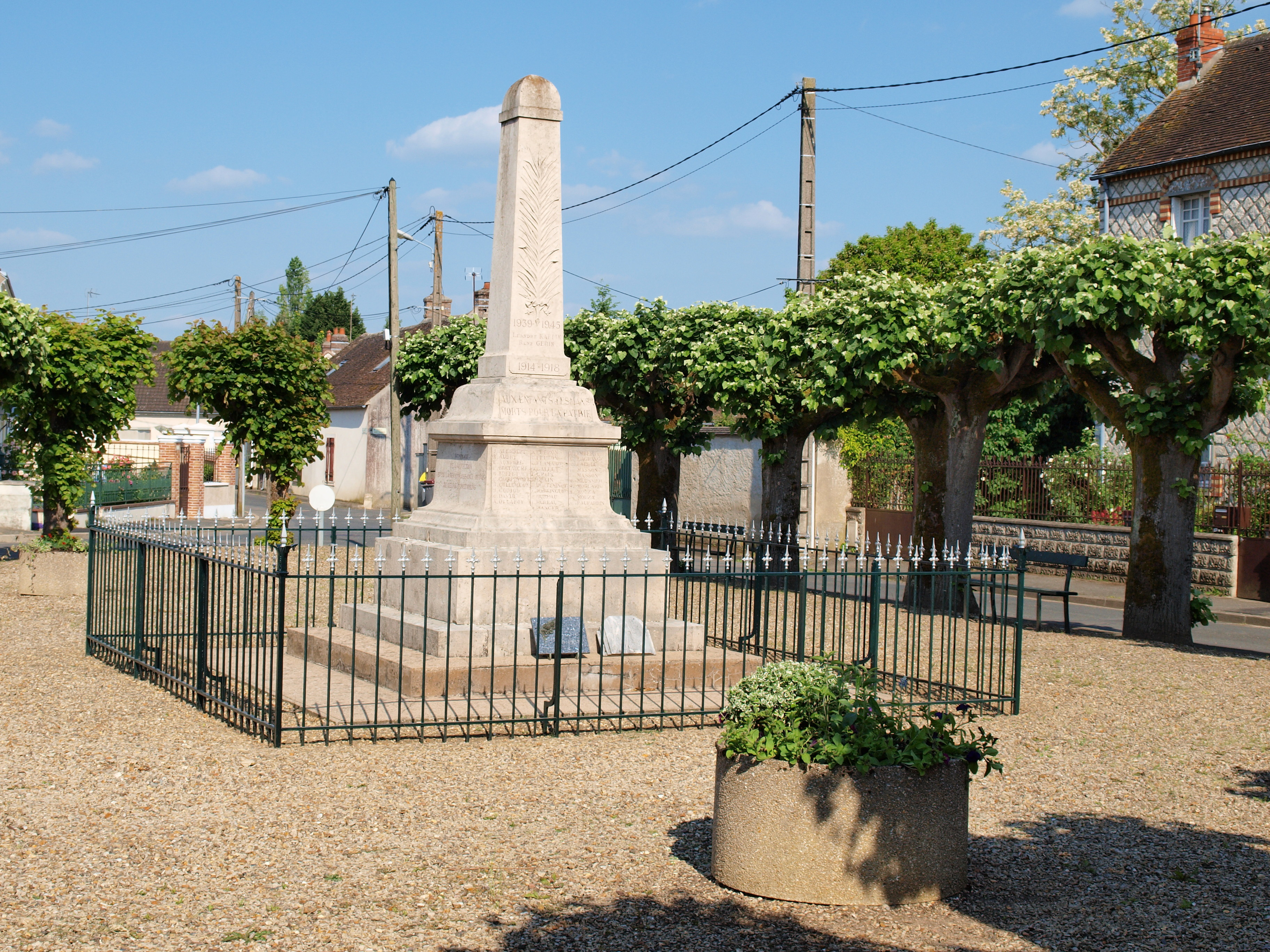
Le monument aux morts de la commune.

Le 18 aout 1915 : l'aéroplane du caporal aviateur Pierre Pitard fut obligé d’atterrir l'après-midi dans la plaine d'Esmans près de Tertre-Doux où quelques ouvriers agricoles étaient accourus en curieux près de l'appareil. L'un d'eux, un réfugié belge, ayant commis l'imprudence, au moment de la mise en marche, de passer devant l'hélice, fut décapité net.
En octobre 1915 : l'affaire de la Fontenotte : un incendie criminel dévasta l'habitation de la ferme de la Fontenotte le 14 octobre sans faire de victimes. Les pompiers d'Esmans et les militaires de la manutention de Montereau ne purent que préserver les bâtiments voisins. Le forcené se soustrayant aux recherches de la gendarmerie revint sur les lieux et blessa grièvement le propriétaire revenu de permission. Une battue fut organisée pour retrouver l'individu que les autorités militaires recherchaient déjà depuis plusieurs mois.
Le 3 juin 1918, le 9e bataillon du 126e régiment d'infanterie cantonne à Esmans ; il y reste jusqu'à sa dissolution le 1er juin 1919. Ce bataillon avait pour but d'être un dépôt de passage pour le perfectionnement de l'instruction des soldats et l'envoi de divers renforts. Après l'armistice ; l'effectif du bataillon se réduit au rythme des démobilisations. Il était de 22 officiers et de 1426 hommes de troupe le 2 janvier 1919, il n'est plus que de 7 officiers et de 531 hommes de troupe le 15 mai 1919.
Le 15 janvier 1931 : les PTT inaugurent en Seine-et-Marne un service de poste automobile rurale qui desservira une quarantaine de communes dont Esmans.
Seconde Guerre mondiale 1939-1945 : deux habitants d'Esmans seront victimes de la guerre. Leurs noms figurent sur le monument aux morts de la commune. Dans le village d'Esmans plusieurs habitations furent réquisitionnées et occupées par les autorités allemandes durant le conflit. Pendant la libération de Montereau, le 25 aout 1944; le 3e bataillon de la 5e division US est en réserve dans le bois d'Esmans.
Guerre d'Afrique du Nord : on dénombre un habitant d'Esmans victime du conflit, décédé le 17 juillet 1956 à El Oubira en Tunisie. Son nom figure sur le monument aux morts de la commune.
À partir des années 1970 de nouveaux lotissements sont construits. Ils font s'étendre le village essentiellement sur sa partie Nord-Ouest entre la rue Brette et la route de Montereau. De nouvelles rues voient ainsi le jour; la rue des Acacias et la rue de la porte des Ormes auxquelles s'ajoutent dans les années 2010 la rue des Vergers et la place des Vignes.

## Politique et administration

### Rattachements administratifs et électoraux
Sous l'ancien régime; Esmans était situé dans le Gâtinais Français qui avait Nemours comme capitale. La coutume de Melun approuvée depuis le 16 avril 1560 régissait la commune. La justice se rendait au nom des abbés de Saint-Germain-des-Prés par un prévôt dont les décisions sujettes à appel étaient portées devant le bailli de Morêt sur Loing. Esmans: était compris dans le gouvernement d’Île de France et dépendait de la généralité de Paris, élection et grenier à sel de Montereau. Sous la révolution; avec la nouvelle division administrative décrétée le 15 janvier 1790 par la Constituante; Esmans faisait partie du district de Nemours dans le département portant alors le nom provisoire de "Brie-et-Gâtinais". En tant que commune du canton de Montereau Fault Yonne; elle faisait anciennement partie de l'arrondissement de Fontainebleau  puis elle fut rattachée à l'arrondissement de Provins en 1926.

### Intercommunalité
La commune est membre depuis 2003 de la communauté de communes du Pays de Montereau.

### Histoire de la mairie

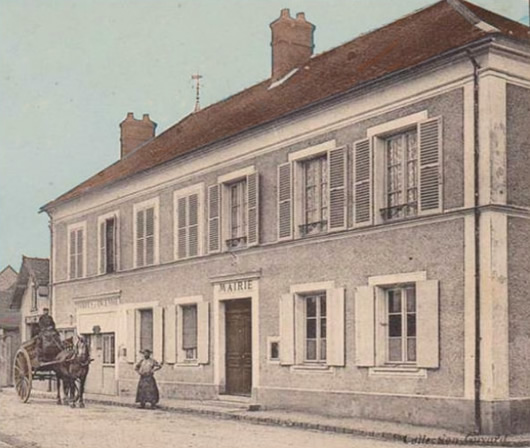
La Mairie d'Esmans vers 1910

Le plus ancien maire d'Esmans que recense l'histoire s'appelait Ermencerius et vécut au IXe siècle; il tenait deux manses ingénuiles et ne devait comme redevance qu'un cheval. Le maire exerçait dans la population des fonctions judiciaires ;
il était l'intermédiaire entre elle et les seigneurs. Au cours du XIIe siècle, la mairie d'Esmans n'était plus confiée à un homme libre comme Ermencerius mais à un serf, Guillaume, qui était homme de corps de l'abbaye. Cette fonction devenant héréditaire ; c'est son fils Milon qui se verra également investi des fonctions de maire. Milon signa un accord avec l'abbé Jean que confirma Philippe Auguste en 1207 dans lequel il obtient l'affranchissement de la servitude pour lui et sa famille ainsi que la somme de 340 livres de Provinois. En échange, il renonça à l'office de maire d'Esmans mais restera l'homme dudit abbé.
Le 7 février 1906; le maire d'Esmans Jules Josse meurt au cours de son mandat il est temporairement remplacé par son 1er adjoint; Lucien Landry jusqu'à l'élection de François Mollard.

### Liste des maires
| Période   | Période  | Identité             | Étiquette     | Qualité            |
| --------- | -------- | -------------------- | ------------- | ------------------ |
| 1793      | 1800     | Michel Dromigny      |               | Cultivateur        |
| 1800      | 1809     | Claude Aubineau      |               |                    |
| 1811      | 1829     | Jacques François     |               |                    |
| 1830      | 1831     | Jean Cabanès         |               |                    |
| 1831      | 1834     | Étienne Descourty    |               |                    |
| 1834      | 1836     | Jean Cabanès         |               |                    |
| 1836      | 1840     | Étienne Cabanès      |               |                    |
| 1840      | 1859     | François Vivant      |               |                    |
| 1869      | 1878     | Louis Soutan         |               |                    |
| 1878      | 1888     | Edmond Cretté        |               | Cultivateur        |
| 1888      | 1891     | Émile Fouché         |               |                    |
| 1891      | 1892     | Louis Soutan         |               |                    |
| 1892      | 1900     | Émile Fouché         |               |                    |
| 1900      | 1904     | Désiré Depresle      |               |                    |
| 1904      | 1906     | Jules Josse          |               |                    |
| 1906      | 1908     | François Mollard     | Parti Radical |                    |
| 1908      | 1912     | Alexandre Joigny     |               |                    |
| 1912      | 1913     | François Mollard     |               |                    |
| 1913      | 1937     | Charles Roscop       |               | Ancien instituteur |
| 1937      | 1947     | Alexandre Joigny     |               |                    |
| 1947      | 1959     | René Montserret      |               |                    |
| 1959      | 1971     | Émile Ricordeau      |               |                    |
| 1971      | 1983     | Georges Lalanne      |               |                    |
| 1983      | 2001     | Jean-Paul Venard     |               |                    |
| mars 2001 | En cours | Jean-Jacques Bernard |               |                    |

### Jumelages
La commune d'Esmans n'est jumelée avec aucune autre commune.

## Équipements et services

### Eau et assainissement
L’organisation de la distribution de l’eau potable, de la collecte et du traitement des eaux usées et pluviales relève des communes. La loi NOTRe de 2015 a accru le rôle des EPCI à fiscalité propre en leur transférant cette compétence. Ce transfert devait en principe être effectif au 1er janvier 2020, mais la loi Ferrand-Fesneau du 3 août 2018 a introduit la possibilité d’un report de ce transfert au 1er janvier 2026,.

#### Assainissement des eaux usées
En 2020, la gestion du service d'assainissement collectif de la commune d'Esmans est assurée par la communauté de communes Pays de Montereau (CCPM) pour la collecte, le transport et la dépollution. Ce service est géré en délégation par une entreprise privée, dont le contrat arrive à échéance le 31 décembre 2026,,.
L’assainissement non collectif (ANC) désigne les installations individuelles de traitement des eaux domestiques qui ne sont pas desservies par un réseau public de collecte des eaux usées et qui doivent en conséquence traiter elles-mêmes leurs eaux usées avant de les rejeter dans le milieu naturel. La communauté de communes Pays de Montereau (CCPM) assure pour le compte de la commune le service public d'assainissement non collectif (SPANC), qui a pour mission de vérifier la bonne exécution des travaux de réalisation et de réhabilitation, ainsi que le bon fonctionnement et l’entretien des installations. Cette prestation est déléguée à la SAUR, dont le contrat arrive à échéance le 31 décembre 2026,.

#### Eau potable
En 2020, l'alimentation en eau potable est assurée par la communauté de communes Pays de Montereau (CCPM) qui en a délégué la gestion à l'entreprise Veolia, dont le contrat expire le 31 décembre 2026,.
Les nappes de Beauce et du Champigny sont classées en zone de répartition des eaux (ZRE), signifiant un déséquilibre entre les besoins en eau et la ressource disponible. Le changement climatique est susceptible d’aggraver ce déséquilibre. Ainsi afin de renforcer la garantie d’une distribution d’une eau de qualité en permanence sur le territoire du département, le troisième Plan départemental de l’eau signé, le 3 octobre 2017, contient un plan d’actions afin d’assurer avec priorisation la sécurisation de l’alimentation en eau potable des Seine-et-Marnais. A cette fin a été préparé et publié en décembre 2020 un schéma départemental d’alimentation en eau potable de secours dans lequel huit secteurs prioritaires sont définis. La commune fait partie du secteur Bocage.

## Population et société

### Démographie
L'évolution du nombre d'habitants est connue à travers les recensements de la population effectués dans la commune depuis 1793. Pour les communes de moins de 10 000 habitants, une enquête de recensement portant sur toute la population est réalisée tous les cinq ans, les populations de référence des années intermédiaires étant quant à elles estimées par interpolation ou extrapolation. Pour la commune, le premier recensement exhaustif entrant dans le cadre du nouveau dispositif a été réalisé en 2004.

En 2022, la commune comptait 904 habitants, en évolution de −0,11 % par rapport à 2016 (Seine-et-Marne : +3,92 %, France hors Mayotte : +2,11 %).
| 1793 | 1800 | 1806 | 1821 | 1831 | 1836 | 1841 | 1846 | 1851 |
| ---- | ---- | ---- | ---- | ---- | ---- | ---- | ---- | ---- |
| 364  | 417  | 434  | 458  | 567  | 584  | 607  | 652  | 615  |

| 1856 | 1861 | 1866 | 1872 | 1876 | 1881 | 1886 | 1891 | 1896 |
| ---- | ---- | ---- | ---- | ---- | ---- | ---- | ---- | ---- |
| 609  | 622  | 617  | 608  | 557  | 585  | 571  | 533  | 530  |

| 1901 | 1906 | 1911 | 1921 | 1926 | 1931 | 1936 | 1946 | 1954 |
| ---- | ---- | ---- | ---- | ---- | ---- | ---- | ---- | ---- |
| 493  | 503  | 469  | 490  | 565  | 555  | 558  | 608  | 583  |

| 1962 | 1968 | 1975 | 1982 | 1990 | 1999 | 2004 | 2006 | 2009 |
| ---- | ---- | ---- | ---- | ---- | ---- | ---- | ---- | ---- |
| 562  | 534  | 665  | 722  | 953  | 875  | 867  | 852  | 882  |

| 2014 | 2019 | 2022 | - | - | - | - | - | - |
| ---- | ---- | ---- | - | - | - | - | - | - |
| 901  | 887  | 904  | - | - | - | - | - | - |

Le polyptyque d'Irminon rédigé vers 823/828 donne le premier recensement de la population d'Esmans chiffrant le nombre d'habitants à 449. Les registres paroissiaux indiquant les baptêmes, mariages et décès existent pour la commune depuis l'année 1637. Avec le décret du 20 septembre 1792 l’établissement du registre de l'état civil des citoyens n'est plus à la charge du curé du village mais à un officier public. Le décret est appliqué dans la commune dès le mois de janvier 1793 ; la personne chargée de ce poste sera Claude Decornoy.

### Manifestations culturelles et festivités

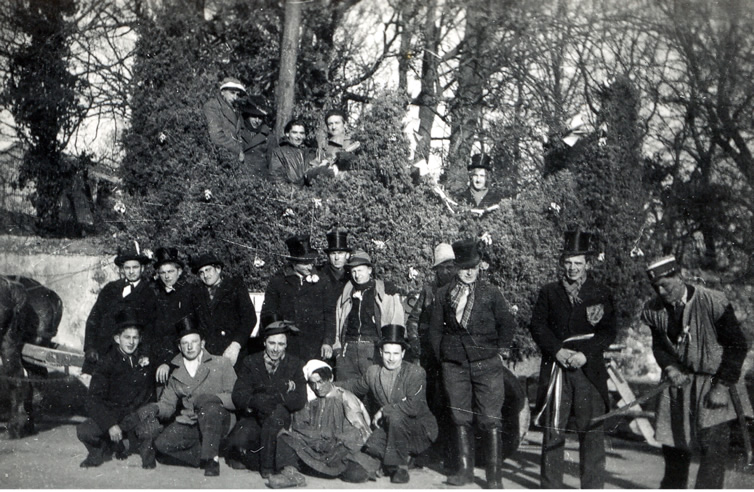
La fête de la Saint Vincent à Esmans dans les années 50.

Le Comité des Fêtes organise de nombreuses activités festives dans la commune tout au long de l'année.

#### Anciennes festivités
L'histoire garde la trace au XIXe siècle de la fête du 15 août, l’Assomption de la Vierge. Au début du XXe siècle, les journaux de l'époque évoquent également cette fête à Esmans qui propose des concours de tir, des bals, illuminations, concerts et jeux divers. Durant plusieurs décennies, la Saint Vincent était également une fête récurrente à Esmans et, pour l'occasion, un char décoré et tiré par deux chevaux faisait le tour du village.

### Sports et Loisirs

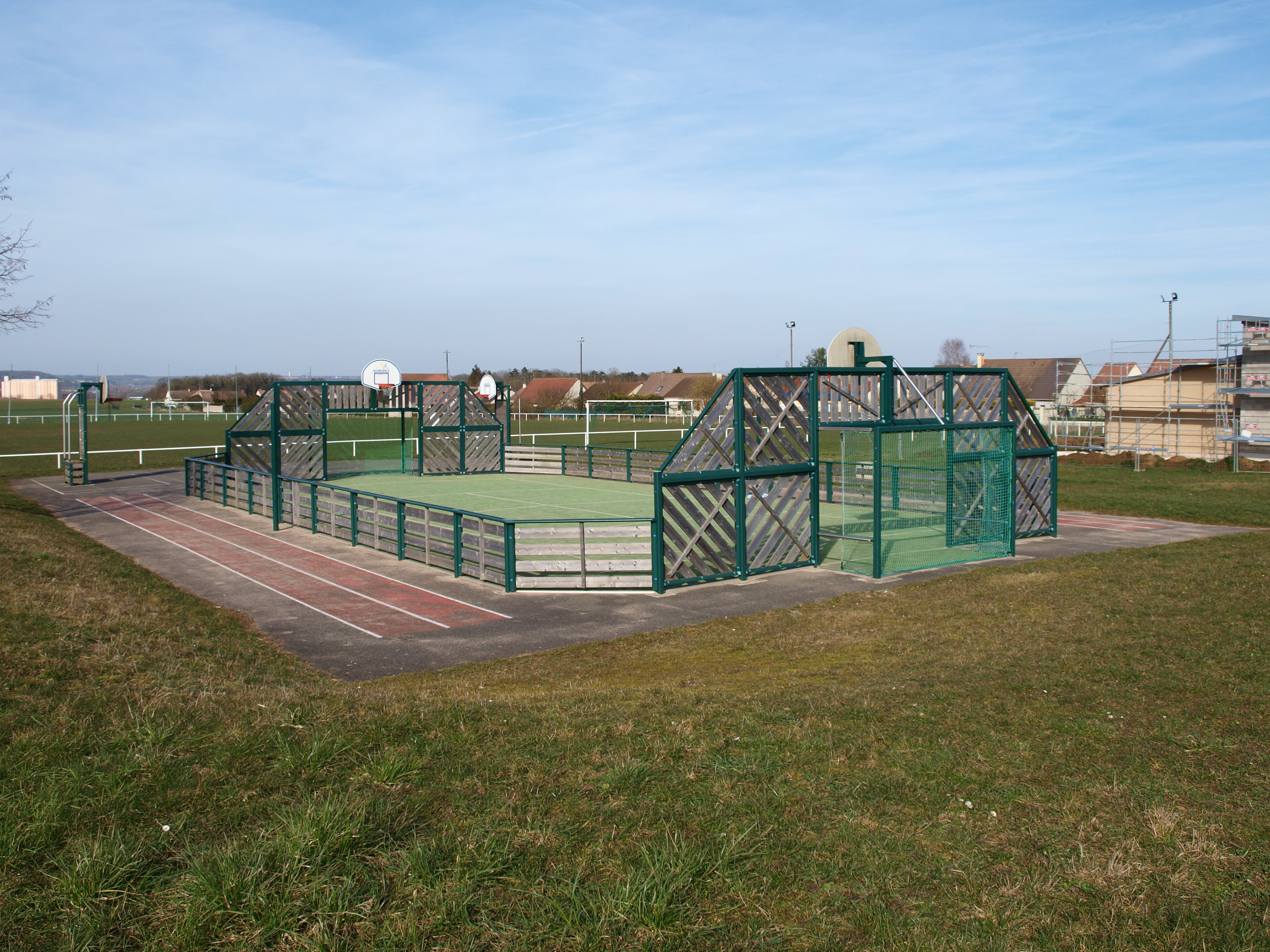
Le terrain de jeux et le stade municipal d'Esmans.

La commune dispose d'un terrain de jeux et d'un stade municipal. Le Football club du Bresmont existe depuis 1989.

#### Anciennes manifestations sportives
Le 18 septembre 1927, la course cycliste Paris-Moret comprenant 300 coureurs passe par le Petit-Fossard (hameau d'Esmans). Le 23 septembre 1943 a été déclarée au journal officiel de la république Française "l'union sportive Esmanaise"  ayant pour but de pratiquer les exercices physiques, de développer l'amour des sports comme le football, le basketball et l'athlétisme.

#### Les Marcheurs du Bresmont
L'association créée en 2010 propose des randonnées pédestres de loisir dans le sud de la Seine-et-Marne ainsi que dans les départements voisins.

#### La chasse
Le 1er octobre 1908 est créée la société de Chasse de la commune d'Esmans ayant pour but la conservation du gibier.

### Enseignement

#### Établissements scolaires
La commune comporte une école publique, maternelle et élémentaire. Elle est située en zone C pour les vacances scolaires, dans l'académie de Créteil. À la rentrée 2017, elle compte 80 élèves.

#### Histoire de l'enseignement
On mentionne l'existence d'une école à Esmans en 1212 ; elle était sous la collation du curé du village. L'histoire garde la trace de 31 maîtres d'école entre 1666 et 1882. Jusqu'en 1833, les instituteurs étaient choisis par le conseil municipal de la commune qui s'assurait préalablement de leur capacité et de leur moralité requises. L'école reste mixte jusqu'en 1877, quand le conseil municipal décide d’acquérir un local pour l'installation d'une école de filles. Esmans possédait ainsi à l'époque deux écoles comme l'exigeait alors la loi. L'école des garçons se situait anciennement dans une salle annexe de la mairie et, dès l'année 1882, on y trouvait également une bibliothèque scolaire grâce à la générosité du conseil municipal. La composition du mobilier scolaire était la suivante : six tables bancs, un bureau, trois tableaux noirs, cinq cartes murales dont une de France, une d'Europe, une de Seine-et-Marne, une de l'arrondissement de Fontainebleau et une du canton de Montereau. Un tableau des poids et mesures, des tableaux de l'histoire de France, un nécessaire métrique, une méthode de lecture en tableaux, un boulier compteur et un globe terrestre complétaient le matériel. Le 10 juin 1907 est déclarée la société de tir scolaire portant le nom de « L'Avenir d'Esmans », ayant pour but l'enseignement du tir pour l'école des garçons d'Esmans On retrouve via les cartes postales de l'époque le bâtiment du champ de tir aussi appelé stand des camarades Français situé près de la route de Fontainebleau dans le secteur du petit Fossard.

### Fonctions et professions disparues
Au cours de son histoire, la commune d'Esmans a connu diverses fonctions et professions qui ont contribué à la vie du village d'une manière sociale, économique et publique.

#### Les Sapeurs-Pompiers volontaires
Le corps des Sapeurs-Pompiers volontaires de la commune d'Esmans a disparu dans les années 1980 en raison de son faible effectif et de l'absence de gradés. Son origine remonte au XIXe siècle. La commune disposait déjà d'une pompe à eau sous le Second Empire dont on retrouve la trace lors de son utilisation sur un incendie à Varennes-sur-Seine en décembre 1855. Cette pompe se trouvait avec le matériel des sapeurs dans un local donnant sur la grande rue dans la partie gauche de la mairie. Les pompiers d'Esmans étaient la plupart du temps secondés par les pompiers des localités voisines lors des interventions. Ils participaient également à divers concours de manœuvres et ont gagné plusieurs récompenses tout au long de l'histoire du corps. Lors des fêtes du village les pompiers composaient la traditionnelle fanfare.

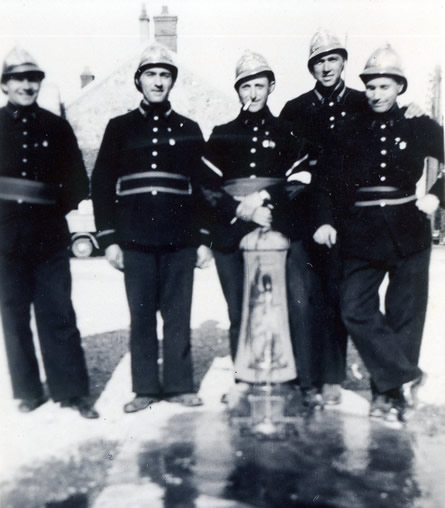
Un groupe de Sapeurs-Pompiers volontaires d'Esmans dans les années 1950.

#### Les notaires
Sous l'ancien régime plusieurs notaires étaient en exercice à Esmans entre 1634 et 1734 année ou l'office d'Esmans fut rattaché à l'étude notariale de Montereau-Fault-Yonne :
- Chollin 1634 - 1636
- Lescuyer, Thomas 1643 - 1654 notaire et tabellion royal à Esmans pour le tabellion royal de la ville et châtellenie de Moret
- Barbe, Laurent 1651 - 1699 notaire à Esmans de 1651 à 1657
- Vallet 1652
- Barbe, Guillaume 1658 - 20 juillet 1690 notaire et tabellion royal à Esmans pour le tabellion royal de la ville de Moret.
- Cretté, Jacques 1700 - 1734 notaire et tabellion royal commis pour le tabellion royal de la ville de Moret[89].

#### Le relais de poste
Le relais de poste du Petit Fossard en activité aux XVIIIe et XIXe siècles était une étape sur la route de Paris à Lyon. Anciennement situé au Grand Fossard; le relais de poste fut déplacé au Petit Fossard en 1781, la description suivante en fut faite : « C'est un gros bâtiment, accompagné de belles et spacieuses écuries, nouvellement bâties sur le bord et à droite de la route, en face de la justice (de Varennes-sur-Seine) et de la belle route de Montereau plantée de noyers et d'ormes. ». On y retrouve plusieurs membres de la famille Belletante comme maîtres de poste jusque dans les années 1810. Le service de la malle desservait la route de Pamfou à Fossard puis de Fossard à Villeneuve-La-Guyard. On retrouve également le relais de poste en étape sur la route de Paris à Dijon par Fontainebleau, sur la route de Paris à Forbach en provenance de Nangis. En 1827, le propriétaire et maître de poste de Fossard Jacques Jolly de Tillière s'engage envers le préfet de l'Yonne à faire le service et retour des dépêches Fossard-Auxerre. Dans les années 1830 à 1850; Edmé Henri Cretté sera le dernier maître de poste du petit Fossard.

#### La poste rurale
La poste rurale aujourd’hui disparue se situait à l'angle de la route de Montereau et de la Grande rue.

#### Les moulins de Esmans
Les moulins d'Esmans ont de nos jours tous disparu ; on en retrouve la trace du IXe au XXe siècle. Certains lieux sur le territoire de la commune portent encore leurs noms comme le Moulin Benoist et le Moulin à Cailloux. Les acquisitions et les modifications ont rythmé la vie de ces moulins au nombre de 3 ou de 5 le long du Ru, selon les époques. On compte par exemple 4 moulins à farine et un à broyer les cailloux en 1837. Les documents officiels fournissent des précisions diverses sur l'identité et l'activité des meuniers; le premier meunier que recense le polyptyque d'Irminon au IXe siècle était le colon Grimbaldus qui tenait la moitié d'une manse ingénuile et qui était exempt de toute redevance du fait de son service. Pendant l'année 1558 l'abbé accorde l'autorisation à Louis de Baumont de transformer le moulin à blé qu'il possédait sur le ru de la Fontaine d'Esmans en moulin à foulon. Au-dessus de Fossard se trouvait un moulin à foulon de draps détruit depuis longtemps dont le propriétaire fut Claude Duboys en 1603. Le 22 novembre 1844, le sieur Huet est autorisé à faire mouvoir une roue par les eaux du ruisseau d'Esmans. Le moulin du nom de Descourty apparaît dans les recensements en 1847.
Les derniers moulins disparaissent au cours du XXe siècle. Le 29 avril 1903  dans la soirée, vers onze heures, une lueur intense éclairait le ciel. Un incendie considérable venait de se déclarer au moulin à cailloux à Esmans. De ce bâtiment de 400 mètres de superficie, il ne resta que la chambre des machines, tout le reste a été anéanti, malgré les efforts des pompiers de Montereau, d'Esmans, de Cannes, de la fabrique de faïence et ceux des localités voisines. Les pompiers d'Esmans sont restés en permanence sur les lieux et ont continué à noyer les décombres. Le moulin à cailloux avait pour fonction de broyer les silex dont la poudre était utilisée dans la fabrication de la faïence de la manufacture de Montereau-Fault-Yonne. Précédemment, il s'appelait le moulin à Tan avec pour fonction de broyer les écorces pour la tannerie de Montereau. Tout en gardant son nom de moulin à cailloux, il fut transformé en moulin à farine dans ses dernières années. Le moulin Ricordeau du Grand Fossard qui subsistait sera lui aussi détruit par un incendie en 1954.

#### Les auberges
De nombreuses auberges se sont succédé dans la commune au cours des siècles. Au hameau du Grand Fossard se trouvaient notamment "le Dragon Dauphin", "les Trois Rois" et le "Lion d'Or".

#### Les tuileries
Vers 1677-1678 le tuilier Edme Castillon à Esmans est chargé de la fabrication de 2400 tuiles pour l'église de la paroisse Saint-Maurice de Montereau Fault Yonne. On retrouve la trace de la tuilerie de la Fontenotte en activité dans les années 1830 à 1840 ainsi que de la tuilerie de Vilthé en activité dans les années 1830 à 1850.

#### Les vignerons
L'activité viticole à Esmans est antérieure au IXe siècle. Les registres paroissiaux nous apprennent qu'au 17e et XVIIIe siècle de nombreux habitants de la commune exerçaient la profession de vigneron. Le métier tombera en désuétude dans la commune au cours du XIXe siècle. Le plan topographique de 1782 indique que les vignes se situaient essentiellement autour du village au sud. Elles avaient pour dénominations cadastrales; la Rue de Cannes, les Vignes Basses, le Clos de l'Orme et les terres Marguerite. Les autres vignes se situaient sous les dénominations cadastrales suivantes : les hauts de la vallée de Fresnes, le Tertre Maubœuf, les Murgés, la croix rompue et les terres blanches.

## Économie

### Revenus de la population et fiscalité
En 2019, le nombre de ménages fiscaux de la commune était de 352, représentant 883 personnes et la  médiane du revenu disponible par unité de consommation  de 23 060 euros.

### Emploi
En 2018, le nombre total d’emplois dans la zone était de 179, occupant 366 actifs  résidants (dont 11,8 % dans la commune de résidence et 88,2 % dans une commune autre que la commune de résidence).
Le taux d'activité de la population (actifs ayant un emploi) âgée de 15 à 64 ans s'élevait à 67,4 % contre un taux de chômage de 7,1 %.
Les 25,5 % d’inactifs se répartissent de la façon suivante : 9,9 % d’étudiants et stagiaires non rémunérés, 9 % de retraités ou préretraités et 6,6 % pour les autres inactifs.

### Secteurs d'activité

#### Entreprises et commerces
Au 31 décembre 2019, le nombre d’unités légales et d’établissements (activités marchandes hors agriculture) par secteur d'activité était de 59 dont 6 dans l’industrie manufacturière, industries extractives et autres, 15 dans la construction, 17 dans le commerce de gros et de détail, transports, hébergement et restauration, 6 dans l’Information et communication, 1 dans les activités financières et d'assurance, 10 dans les activités spécialisées, scientifiques et techniques et activités de services administratifs et de soutien, 2 dans l’administration publique, enseignement, santé humaine et action sociale et 2 étaient relatifs aux autres activités de services.
En 2020, 6 entreprises ont été créées sur le territoire de la commune, dont 4 individuelles.
Au 1er janvier 2021, la commune disposait de 63 chambres d’hôtels dans un établissement et ne possédait aucun terrain de camping.

#### Agriculture
La commune, du fait de son territoire, possède une économie en grande partie agricole. Les graphiques du registre parcellaire indiquent les principales culture dans la commune pour les années 2015 et 2016. Elles se composent de blé tendre d'hiver, de colza d'hiver, de la betterave non fourragère ou bette, de Maïs, d'Orge d'hiver et de printemps, de Pois de printemps, de Tournesol, de Miscanthus, de féverole et de soja.
Esmans est dans la petite région agricole dénommée la « Bocage gâtinais », à l'extrême sud du département. En 2010, l'orientation technico-économique de l'agriculture sur la commune est diverses cultures (hors céréales et oléoprotéagineux, fleurs et fruits).
Si la productivité agricole de la Seine-et-Marne se situe dans le peloton de tête des départements français, le département enregistre un double phénomène de disparition des terres cultivables (près de 2 000 ha par an dans les années 1980, moins dans les années 2000) et de réduction d'environ 30 % du nombre d'agriculteurs dans les années 2010. Cette tendance se retrouve au niveau de la commune où le nombre d’exploitations est passé de 13 en 1988 à 8 en 2010. Parallèlement, la taille de ces exploitations augmente, passant de 51 ha en 1988 à 76 ha en 2010.
Le tableau ci-dessous présente les principales caractéristiques des exploitations agricoles d'Esmans, observées sur une période de 22 ans :
|                                      | 1988 | 2000 | 2010 |
| ------------------------------------ | ---- | ---- | ---- |
| Dimension économique,                |      |      |      |
| Nombre d’exploitations (u)           | 13   | 9    | 8    |
| Travail (UTA)                        | 24   | 10   | 13   |
| Surface agricole utilisée (ha)       | 663  | 636  | 605  |
| Cultures                             |      |      |      |
| Terres labourables (ha)              | 656  | 629  | 588  |
| Céréales (ha)                        | 436  | 392  | 334  |
| dont blé tendre (ha)                 | 268  | 229  | 190  |
| dont maïs-grain et maïs-semence (ha) | 42   | 32   | s    |
| Tournesol (ha)                       | 40   | s    | s    |
| Colza et navette (ha)                | 24   | s    | 66   |
| Élevage                              |      |      |      |
| Cheptel (UGBTA)                      | 38   | 14   | 4    |

## Culture locale et patrimoine

### Lieux et monuments

#### Le château

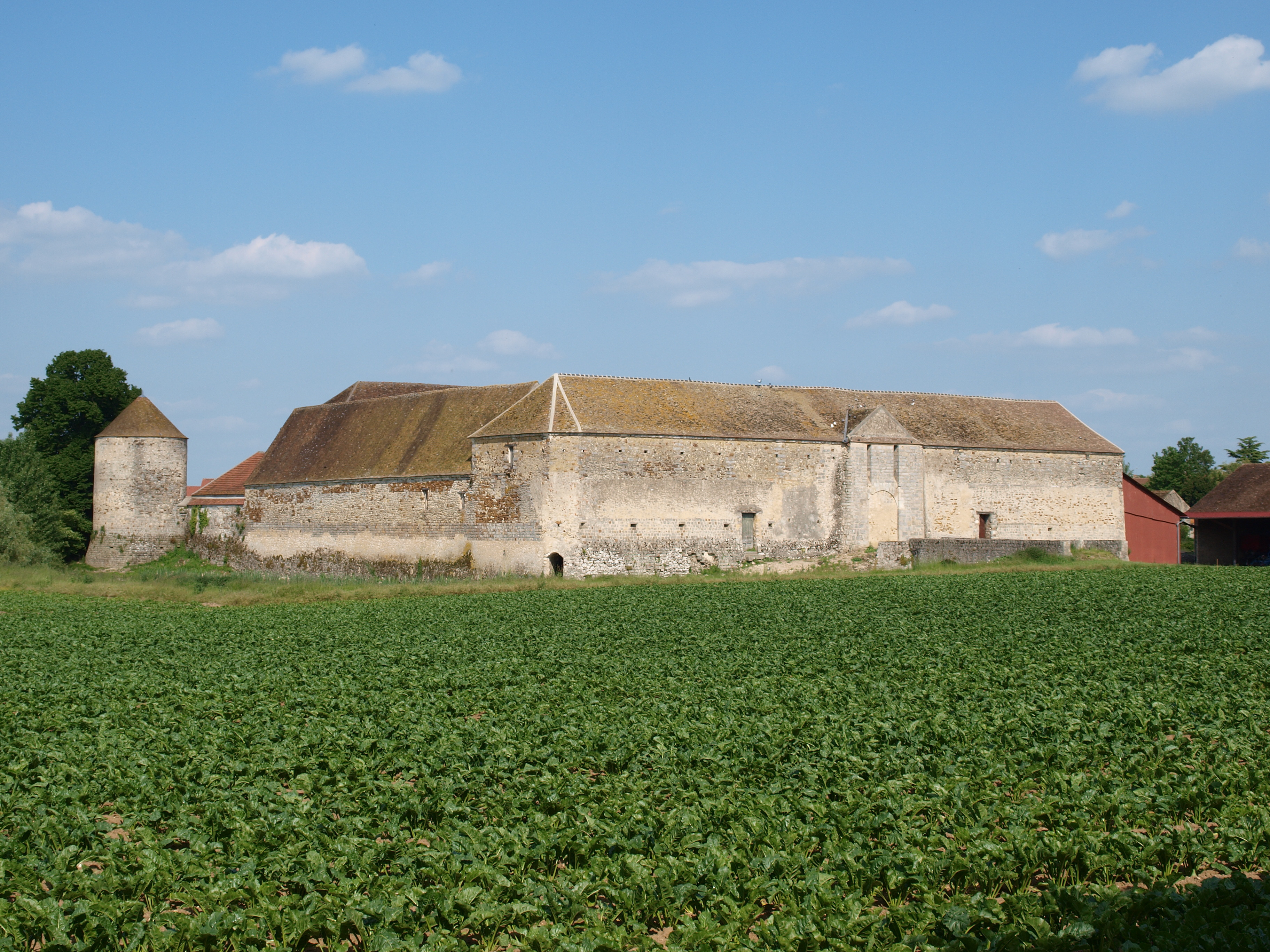
Le château d'Esmans.

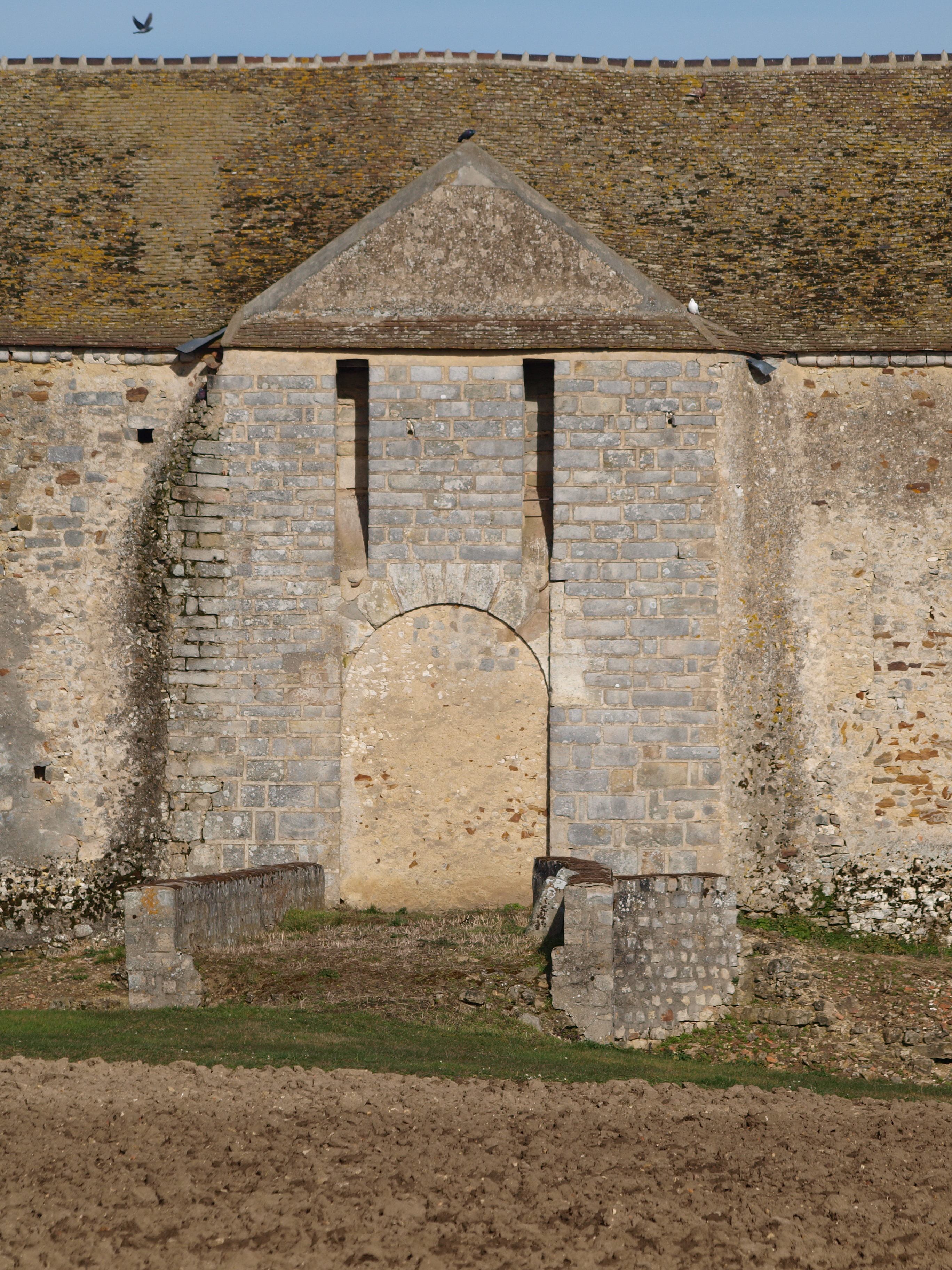
L'entrée du château et son pont en pierres.

Lors de sa construction, le château est une forteresse massive en forme de parallélogramme flanqué de quatre tours en saillie aux angles. Deux tours défendent l'unique et étroite entrée, précédée d'un pont jeté sur le fossé rempli d'eau. Sous le château des souterrains bouchés aujourd’hui partaient dans toutes les directions. Des chemins couverts conduisaient de l’intérieur du château à chacune des quatre tours; l'épaisseur des murs varie de 1 mètre 50 à 2 mètres.
Cet ensemble érigé en fief militaire, était gardé par un commandant; en cas d'alarme les habitants se réfugiaient au château. Du château féodal, il subsiste les douves, le pont à deux arches qui a remplacé le pont-levis, la poterne, ainsi que deux tours l'une en partie rasée et l'autre encore élevée ou se trouve le colombier.
Il a été inscrit à l'Inventaire des Monuments historiques (IMH) en 1946.

##### Personnages et administrateurs du château
Les documents recensent certains des propriétaires et commandants du château. Avant 1350, il appartenait à Pierre de Esmant, jadis écuyer ; puis il fut la propriété de Regnault de Esmant son fils avant l’acquisition par l'abbaye de saint-Germain. On retrouve la trace des commandants du château : Boitard vers 1588-1590 ; durant la période trouble de la ligue le sieur Boitard après avoir perdu son poste déclara qu'il prendra la responsabilité d'expulser dudit château les soldats qui le gardent et sont du parti contraire, afin de les remplacer par de bons ligueurs à la seule condition qu'il devienne leur chef. Durant la même période, le commandant Senal connut une fin tragique en revenant de guerre armé de toutes pièces : il se noya avec son cheval dans les fossés du château après que ce dernier fut effrayé par le relèvement à l'improviste du pont-levis.
Cette histoire fut retranscrite par Dom Morin et Estienne Lepelletier, le capitaine et le gouverneur du Château d'Esmans en novembre 1624.

##### L'enceinte défensive
Il y avait autrefois sur les terrains environnants du château et de l'ancienne prévôté un épais mur d'enceinte de plusieurs mètres de hauteur en pierres de taille dont subsistent encore aujourd’hui des parties qui ont été réutilisées comme support pour diverses habitations; on y distingue encore par endroits la trace de meurtrières. Le tracé de cette muraille correspond en partie au mur à l'est de l'église qui longe la place jusqu'à la Grande rue. Elle était coupée par l'impasse du château et longeait ensuite la rue des Potelles sur la partie gauche du Ru.

#### L'église Notre-Dame-de-l'Assomption

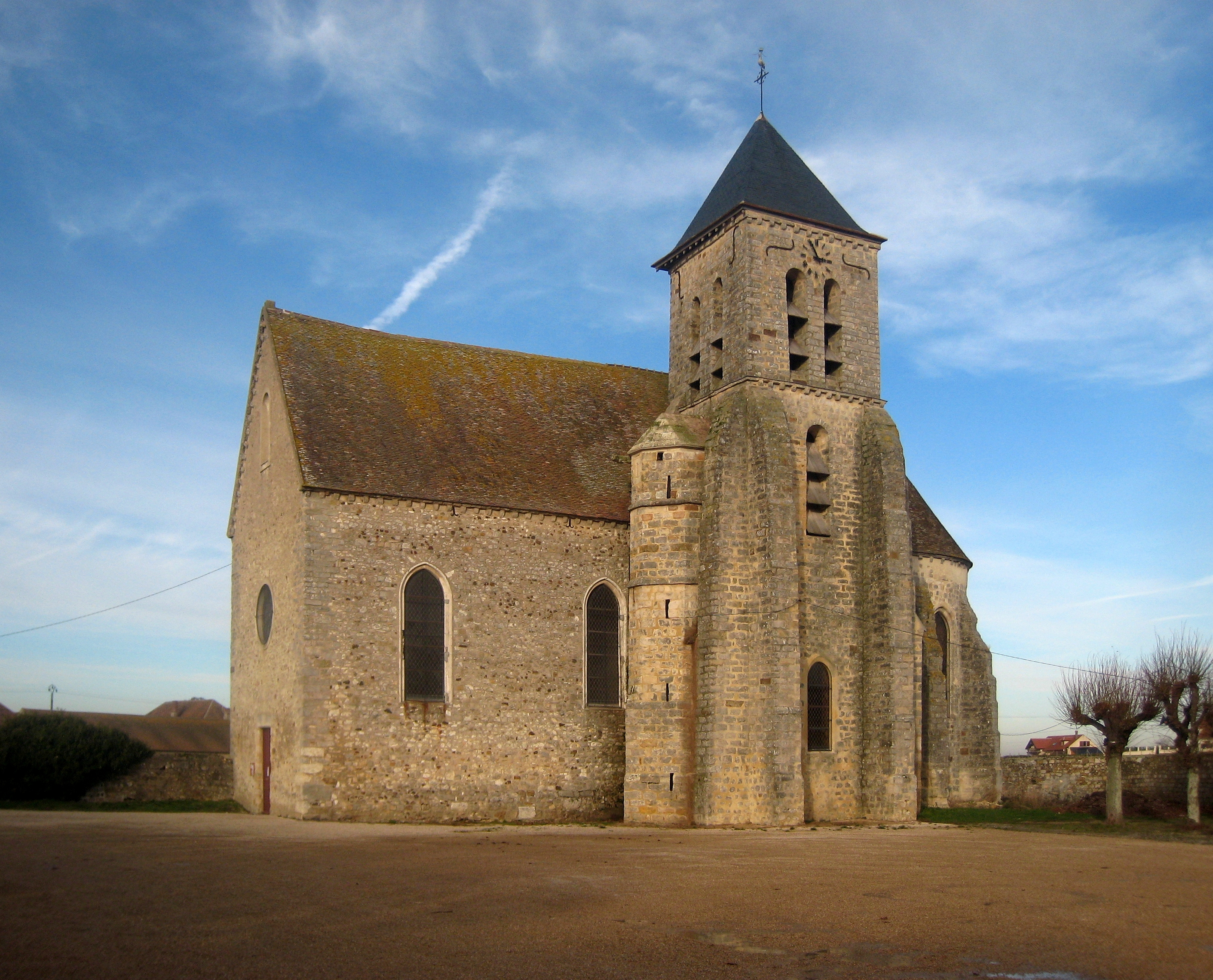
L'église d'Esmans.

Au XIIIe siècle, une nouvelle église est construite à la place de l'église primitive par les abbés de Saint-Germain-des-Prés.
Elle se compose d'une seule nef et d'un chœur à chevet polygonal. Ses arcs en ogive retombent sur des colonnettes libres, ornées de chapiteaux à crochets et de croisures à rosaces feuillues. Un petit bassin à trois compartiments avec cuvette carrée, ménagé dans l'épaisseur du mur est surmonté d'une archivolte trilobée. Une petite chapelle au sud sert d'entrée au clocher carré extérieur surmonté d'un toit à quatre pans flanqué d'une tourelle polygonale.
Au XVIe siècle, Guillaume Briçonnet, évêque de Meaux, fait ajouter la chapelle seigneuriale au nord avec une porte surbaissée permettant un accès direct aux dépendances du château. Les armoiries de l'évêque figurent sur un cul-de-lampe entre deux contreforts. Dans les chapelles formant transept, on trouve une statue en pierre de la Vierge datant du XIVe siècle.
Le petit patrimoine religieux de l'église se compose également d'une peinture du XIXe siècle représentant sainte Anne et des vitraux datant de 1876 des Maîtres verriers Bazin et Laiteux ainsi que des fonts baptismaux qui datent du XVIe siècle. La pierre tombale de Guillaume Briçonnet ainsi qu'une plaque commémorative de Claude de Vendre écuyer et Seigneur de Fossard y sont également visibles.
Comme la plupart des anciennes communes, le cimetière d'Esmans se situait devant l'église jusqu'en 1879 année de la création du nouveau cimetière proche de la route de Montereau. Le cimetière primitif du village se situait au lieu-dit "Le vieux cimetière" à l'angle nord ouest formé par la rencontre du chemin de Cannes et de l'ancien chemin de Montereau à Montmachoux, il remonte aux premiers siècles.
L'église a été inscrite à l'Inventaire des Monuments historiques (IMH) en 1930.
L'église d'Esmans a inspiré l'artiste norvégienne Eva Margot qui l'a peinte en 1968.

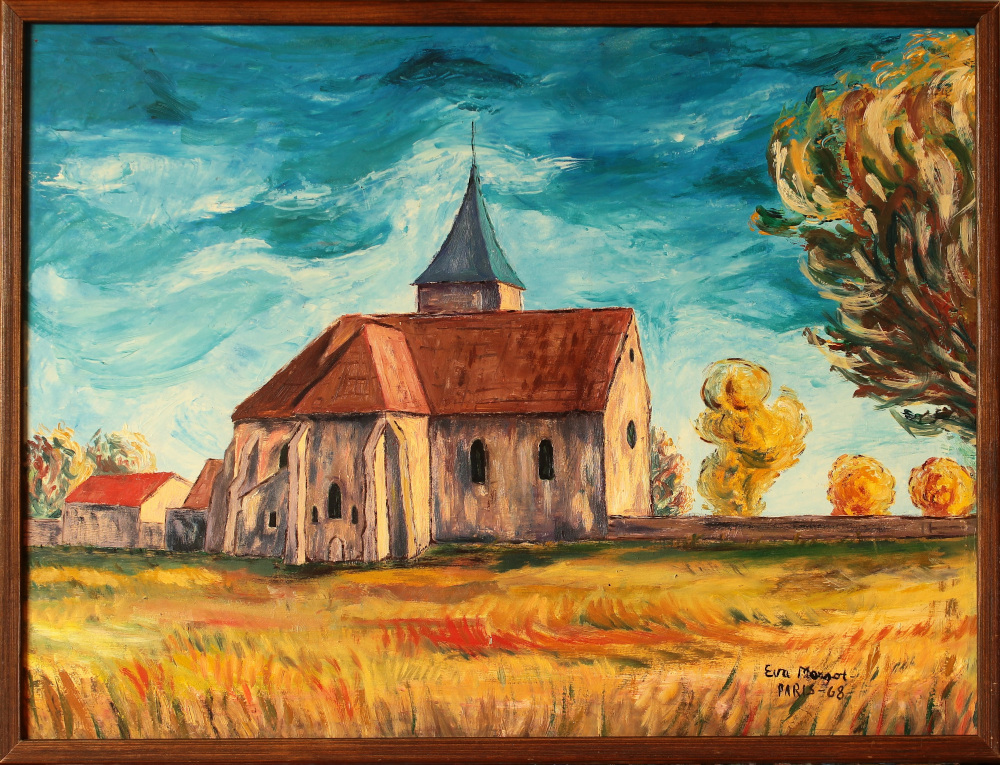
Peinture de l'église Notre-Dame de l’Assomption par la peintre norvégienne Eva Margot en 1968

##### Histoire de la paroisse
Henri Sanglier cède en 1126 à l'abbé Hugues de Saint-Germain deux autels, l'un à Esmans et l'autre à Saint-Germain-Laval ; avec comme condition qu'il lui paierait chaque année, le jour de la Toussaint, quinze sous parisis pour chaque autel. En 1198, le pape Innocent III confirme la donation à l'église Sainte Marie d'Esmans de 20 sols de cens annuel par dame Wilhelmine de Marle, pour l'âme de son mari Guy de la Tour.
Les archives recensent les curés responsables de la paroisse d'Esmans entre le XVe siècle et la Révolution française, plusieurs d'entre eux ont été inhumés dans l'église. En 1671, Jehan Soustré est inhumé dans le chœur de l'église d'Esmans. Le 1er septembre 1732 a été inhumé dans le chœur de l'église entre la tombe de Monseigneur de Meaux[Lequel ?] et le ban qui conduit à la sacristie Pierre Lamotte âgé de 75 ans prêtre curé d'Esmans ; décédé le 31 aout 1732 après avoir gouverné la paroisse d'Esmans pendant 22 ans. Le 8 juin 1767, le curé de la paroisse d'Esmans Joseph Humbert bénit la nouvelle grosse cloche de l'église. Cette cloche d'un diamètre de 108 cm pour un poids d'environ 800 kilos fut nommée « Marie Rose » par Nicolas Pierre Thibaut notaire royal à Montereau et prévôt de la paroisse d'Esmans et dame Marguerite Rose Cochelin son épouse. L'église possédait auparavant deux cloches ; la seconde fut transformée en gros sous lors de la Révolution. Pierre Joseph Humbert, curé d'Esmans, est décédé le 11 juin 1772 à l'âge de 73 ans après 27 ans de gouvernance dans la dite paroisse, il est inhumé dans le chœur de l'église le 12 juin 1772 ; l'on trouve encore de nos jours sa pierre funéraire. On retrouve sous la gouvernance de Sambuc de Montvert les noms des sonneurs de la paroisse, René et Guillaume Landry. Les registres paroissiaux précisent également qu'aux XVIIe et XVIIIe siècles certains habitants furent inhumés dans l'église d'Esmans. L'abbé Pierre Pascal Emmanuel Blanquet; curé de Cannes-Ecluse et d'Esmans mena la restauration complète de l'église d'Esmans qui fut terminée en 1857. Le plan des restaurations de cette époque montre une façade ouest assez différente; avec une porte ornementée, une statue située dans la niche encore présente de nos jours et une croix surplombant cette même façade. Un petit muret séparait également l'église du cimetière adjacent.
La paroisse est restée attachée au doyenné de Marolles jusqu'au décret du 24 août 1790. Elle fut rendue au culte avec le concordat de 1801 et deviendra une succursale de Cannes, diocèse de Meaux, doyenné et conférence de Montereau. Le presbytère, qui était situé près de l'église au nord, fut démoli au XIXe siècle ; la cure n'ayant pas été rétablie dans la commune.

#### Lavoir

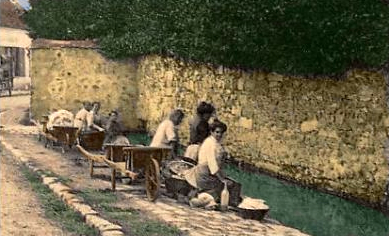
Des lavandières à Esmans dans la Grande Rue dans les années 1900.

Attenant au bassin de la source du Ru, il fut financé par l'abbaye de Saint-Germain-des-Prés. Le lavoir couvert est situé dans la grande rue peu avant la rue de la fontaine. Les habitants lavaient leur linge également dans d'autres endroits le long du Ru.

#### CroixSaint-Marc
Croix de carrefour ciselée provenant anciennement du hameau du grand Fossard. Elle est située au centre du rond-point de la rue de Cannes.

#### CroixSainte-Barbe
Dénommée également Croix Sainte-Anne; elle est située sur un chemin proche de la route d'Esmans en face de Noisy Rudignon.

#### Aqueducde laVanne
Construit à la fin du XIXe siècle, l'aqueduc traverse la commune d'est en ouest sur 4,75 km dont 440 mètres en ouvrage maçonné pour franchir un vallon entre la route de Montmachoux et la ferme de Fresne. L'aqueduc alimente en eau la ville de Paris. Pour éviter les cassures sur les surfaces de maçonnerie; un doublage en plomb de l'intérieur de l'aqueduc jusqu'au-dessus du niveau de l'eau fut effectué dans les arcades de Fresnes durant l'année 1895.

Vues du patrimoine Historique
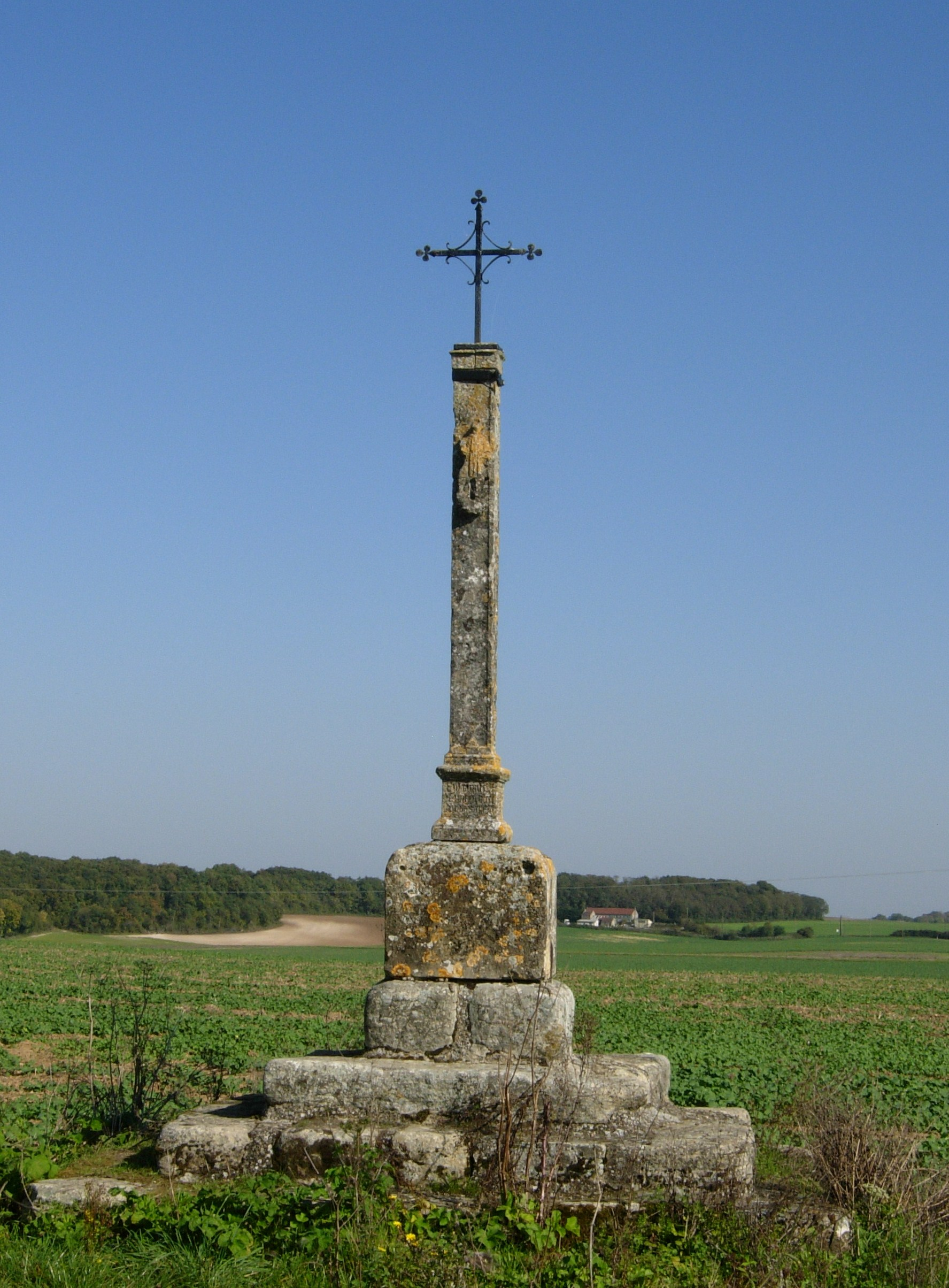
La Croix Sainte-Barbe.
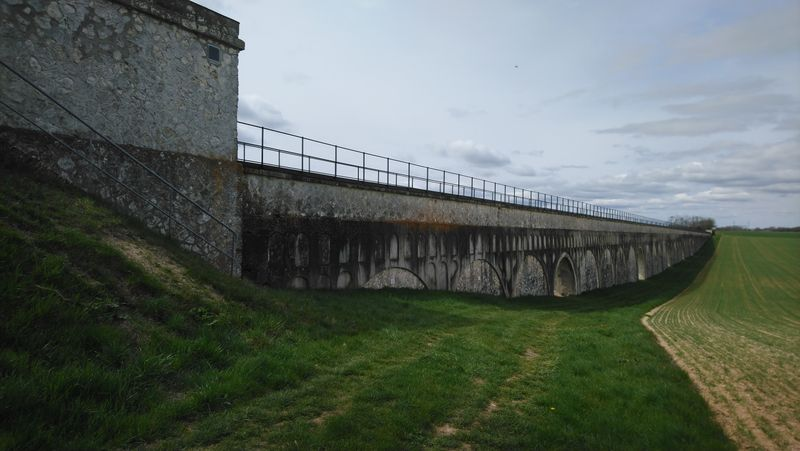
Aqueduc de la Vanne

### Patrimoine naturel et agricole
Selon l'Inventaire national du patrimoine naturel (INPN), Esmans est situé proche de l'espace protégé de Fontainebleau et Gâtinais (Réserve de Biosphère, zone centrale).
Divers inventaires ont été menés dans la commune essentiellement entre les années 1920 et 2010 ou 1029 taxons terminaux (espèces et infra-espèces) ont été recensés : 194 animaux et 835 plantes. François de Beaufort recense la dernière observation d'un Loup gris le 22 janvier 1801.
Concernant le règne animal sur le territoire communal; les espèces suivantes ont été recensées :
- 7 amphibiens : dont le Crapaud commun, le Triton palmé, la Grenouille commune, la Grenouille rousse ;
- 147 oiseaux : dont la Chouette effraie, le Merle noir, le Goéland cendré, le Corbeau freux, le Pigeon ramier, l'Hirondelle de fenêtre ;
- 11 mammifères : dont le Renard roux, le Lapin de garenne, l'Écureuil roux, le Chevreuil européen, le Hérisson d'Europe ;
- 1 Petromyzontidae : la Lamproie de Planer[109].

#### La Source du Ru
Le bassin de la source du Ru est situé au cœur du village ; rue de la Fontaine. Le cours d'eau longe une partie de la grande rue puis passe par la ruelle aux Clercs et longe en partie la rue Basse et la rue des Potelles avant de traverser la ferme du château d'Esmans. Il passe ensuite entre les terres jusqu'à la commune de Cannes-Ecluse; c'est là en passant le long de la ruelle du Moulin que le Ru se jette dans l'Yonne. Autrefois, les eaux servaient à faire tourner plusieurs moulins. À la source du ru, un captage alimente en eau potable Esmans, Cannes-Ecluse, Montmachoux, Noisy-Rudignon et Varennes-sur-Seine (en partie). En 1486 une enquête de l’abbé de Saint-Germain-des-Prés est faite contre messire Jean de Louviers qui empêchait les gens du dit sieur Abbé de faire des écluses au Ru de la Fontaine d'Esmans pour faire aller l'eau aux prés.

#### Le Bois d'Esmans
Dans le bois d'Esmans se situant le long de la route de Montereau à Montargis; se trouve de nombreuses anciennes carrières de calcaire. Ce calcaire pisolithique a été signalé pour la première fois par Charles d'Orbigny en 1837. Il a pour particularités d'être un calcaire blanc, compact, homogène, renfermant des silex pyromaques qui se fondent dans la masse.

##### Les autres zones boisées
La commune comporte de nombreuses zones boisées notamment autour du village en longeant la rue de Montmachoux au sud et la rue du Moulin au nord. On trouve également divers petits bois de moindre importance qui sont dispersés sur le territoire communal entre les terres agricoles.

#### La mare de Tertre-Doux
Située au sud du hameau de Tertre-Doux, cette mare apparaissait déjà sur le cadastre de la commune en 1842. Antérieurement, les archives font allusion à cette mare, appelée « les Marchais » en 1723.

#### Les terres agricoles
Le territoire de la commune se compose essentiellement de terres agricoles dont les principales dénominations cadastrales sont les suivantes :
Le Bréau - Le Buisson Pouilleux  - Le Champ aux Pois - Le Chemin de Noisy - Les Chêneaux - La Couture - Les Crots - Engoulevent - La Fosse Dauphin - Les Genêts - Les Genêtois - Les Grands Champs - Le Gros Chêne - La Hache - Les Marais - Les Moulières - Le Murger -  La Noisolle - Les Pentes de la Souche - Le Pivier - La Pointe aux Mulets - Le Puits Bureau - La Rue de Cannes - La Rue de Chèvre - La Rue de Villeneuve - Les Sablons - Le Terrier aux Renards - Les Travers du Bréau  - La Vallée Laurent.

Vues du patrimoine naturel
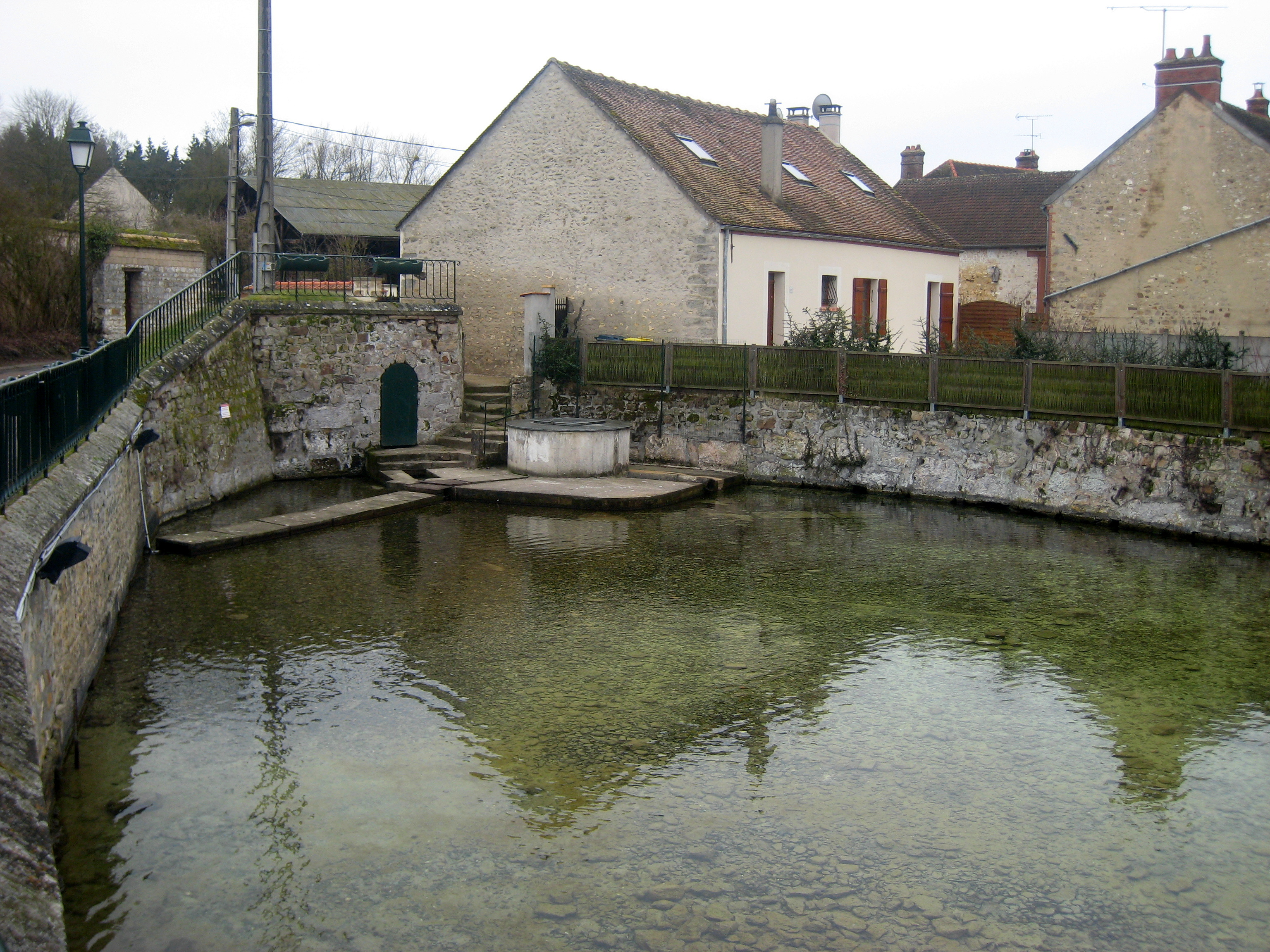
La source du Ru.
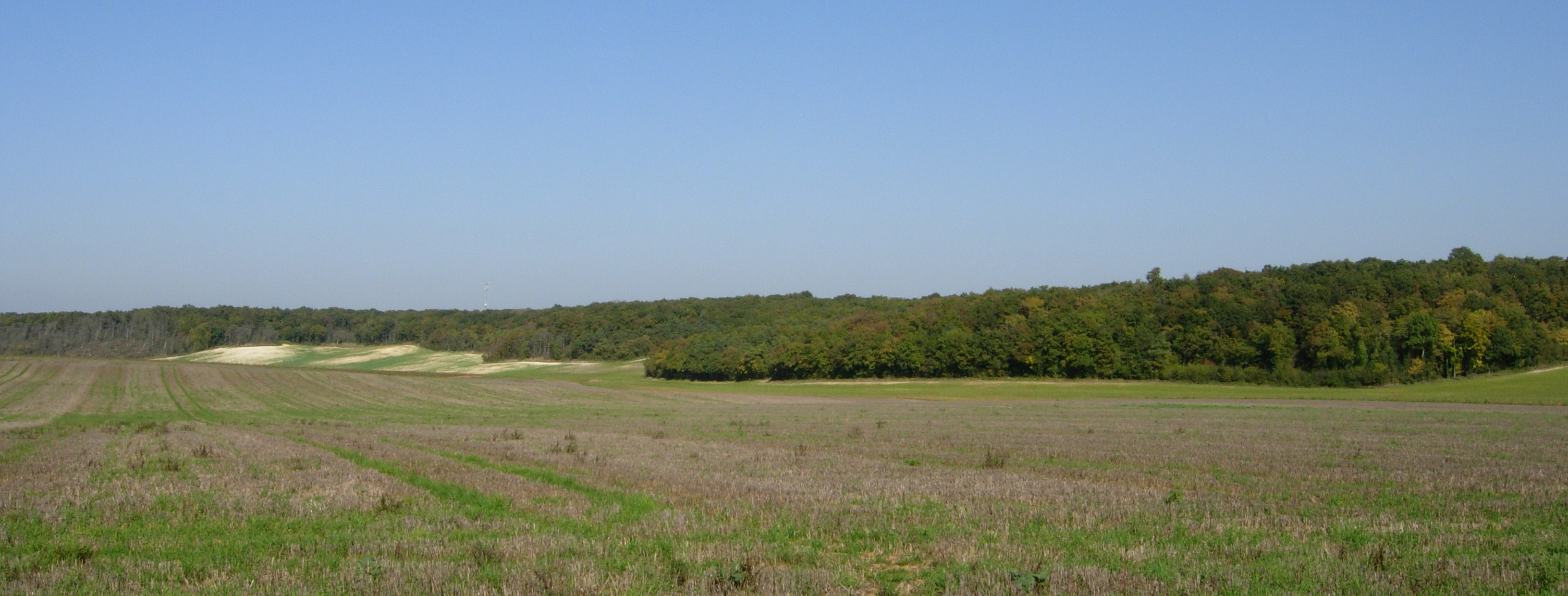
Le bois d'Esmans.
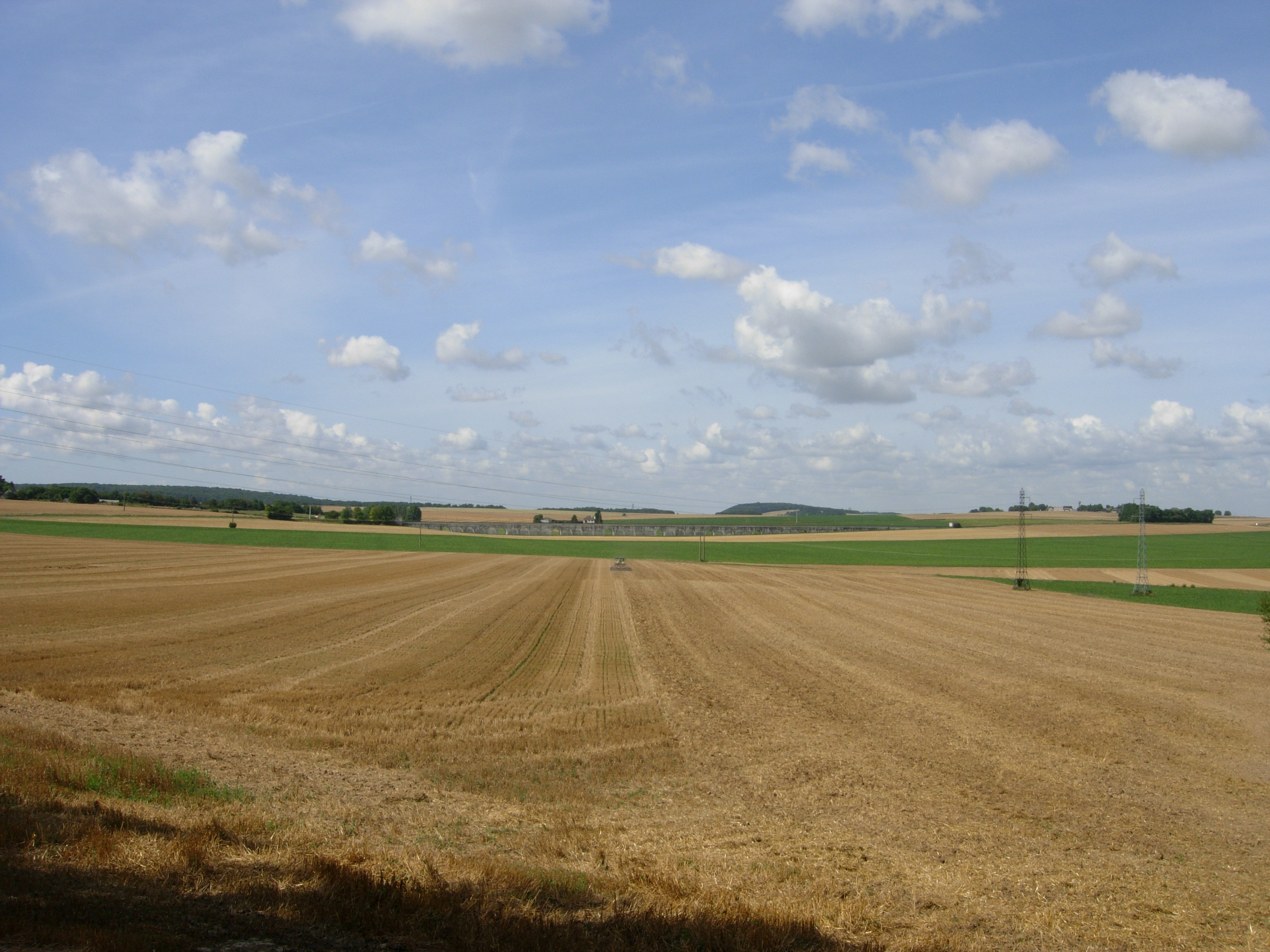
Vue de la plaine agricole au sud-est d'Esmans.

### Personnalités liées à la commune
- Plusieurs rois de France ont séjourné au château d'Esmans[111] :
  - Louis VII du 1er aout 1139, au 6 avril 1140 ;
  - Louis VIII le 17 janvier 1225 ;
  - Louis IX (Saint Louis) le 26 août 1255, le 14 mai 1260, le 19 et 20 avril 1264, le 20 janvier 1265 et en mars 1270 ;
  - Philippe IV le 6 janvier 1302.
- Guillaume Briçonnet est inhumé dans l'église Notre-Dame de l'Assomption.
- André Louis Bosson (1894-1918), As de l'escadrille SPA 62, né à Esmans le 1er juin 1894. Il fut tué au combat le 20 juillet 1918 et inhumé au cimetière de la ville de Montereau-Fault-Yonne.
- Yves-Marie Maurin (1944-2009), acteur, est enterré au cimetière d'Esmans.

Personnalités liées à la commune
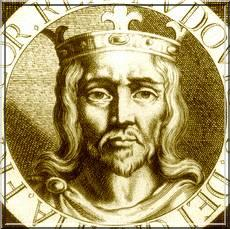
Louis VII.
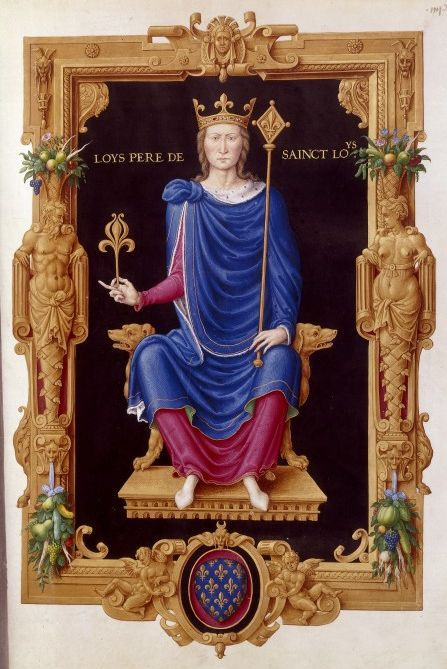
Louis VIII, Recueil des rois de France, vers 1550.
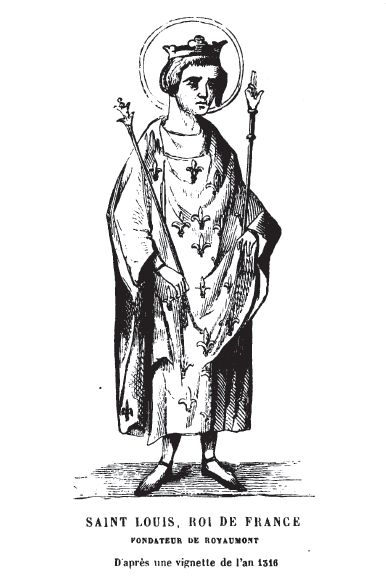
Louis IX (Saint Louis).
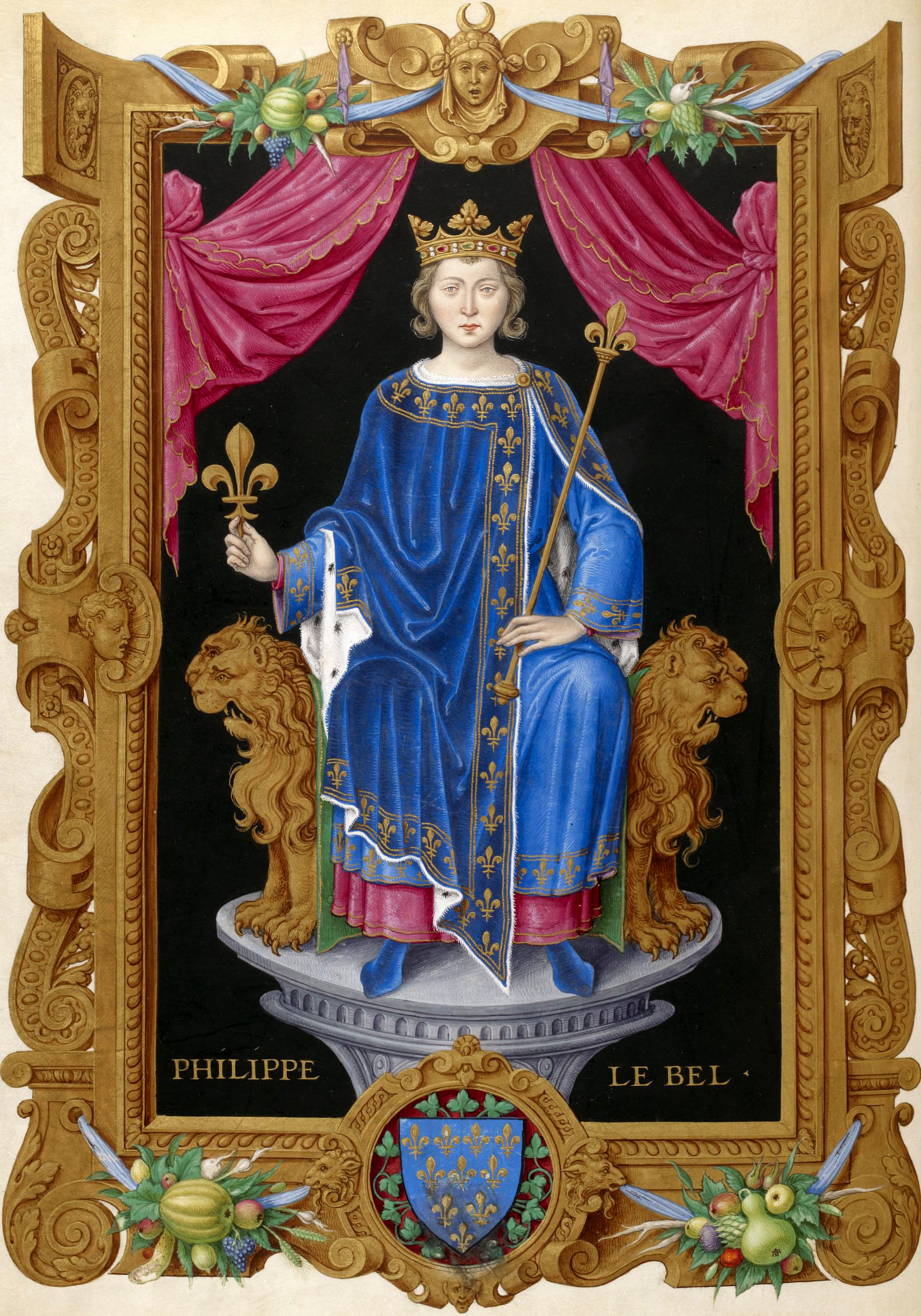
Philippe IV, Recueil des rois de France, vers 1550.

### Héraldique
| Blason de Esmans | Blason  | D'azur à la cotice alésée en chef en touchant les bords de l'écu, componée de cinq pièces trois de gueules et deux d'or, à deux étoiles d'or, la première chargent le 1er compon, l'autre de canton senestre du chef. |
| Blason de Esmans | Détails | Le statut officiel du blason reste à déterminer. |